# ダイ・ハード
『ダイ・ハード』（原題：Die Hard）は、1988年に公開されたアメリカ映画。監督はジョン・マクティアナン、脚本はジェブ・スチュアートとスティーブン・E・デ・スーザ。主演をブルース・ウィリス、敵のリーダーをアラン・リックマンが務める。別居中の妻に会うため、ロサンゼルスにやってきたニューヨーク市警の刑事ジョン・マクレーンが、ドイツ人テロリストのハンス・グルーバー率いるテロリスト集団によって占拠された高層ビルで奮闘するアクション。その他、ボニー・ベデリアとレジナルド・ヴェルジョンソン、ウィリアム・アザートン、ポール・グリーソン、ハート・ボックナーらが脇役として出演している。原作は1979年のロデリック・ソープの小説『Nothing Lasts Forever』（日本語タイトルは映画と同じ『ダイ・ハード』）。タイトルの「Die Hard」は「なかなか死なない」の意。

## 概要
脚本のスチュアートは、ソープの原作小説を映画化するため、1987年に20世紀フォックスに雇われた。その後、完成したドラフト版は翌年の夏の大ヒットを期待していたフォックスによってすぐに採用された。当初、主人公マクレーン役には、アーノルド・シュワルツェネッガーやシルヴェスター・スタローンといった当時のアクション映画の人気俳優たちにオファーされたが断られ、主にテレビドラマで活動していたブルース・ウィリスに白羽の矢が立てられた。500万ドルでオファーを受け、これによってウィリスはハリウッドで最も稼いでいる俳優の一人になった。この契約は、当時の業界関係者の間では投資効果が悪いと見なされ、公開前に大きな波紋を広げた。撮影は1987年11月から1988年3月にかけて行われ、2500万ドルから3500万ドルの予算で、ロサンゼルスのフォックス・プラザ周辺でほぼすべてのロケが行われた。
公開前、本作への期待は低く、マーケティングチームは主人公マクレーンと同様に舞台が重要だと判断してウィリスの露出を抑えたマーケティングも行われた。1988年7月の封切り時でも初期のレビューは賛否両論であった。暴力表現やプロット、ウィリスの演技に批判が集まった一方で、マクティアナン監督の演出や悪役ハンス・グルーバーをカリスマ的に演じたリックマンの演技は評価された。予想に反して本作は約1億4千万ドルの興行収入を上げ、その年の興行収入ランキングで10位、アクション映画としては首位の記録を達成した。アカデミー賞には4部門でノミネートされたにとどまらず、ウィリスをスターに押し上げ、リックマンを有名にした。
『ダイ・ハード』は再評価され、現代においては最高のアクション映画の一作とされ、また最高のクリスマス映画の一つにも選ばれている。当時のアクション映画では一般的であった筋肉隆々で無敵のヒーローとは対照的な、脆弱で堕落した主人公としてマクレーンを描いたことで、アクションジャンルを活性化させたとみなされている。
本作は多くの模倣作品を生み出し、「ダイ・ハード」という言葉は映画『スピード』が「バスのダイ・ハード」と呼ばれるように、主人公が限定された舞台で圧倒的に不利な状況と戦う物語形式の代名詞となった。続編には『ダイ・ハード2』『ダイ・ハード3』『ダイ・ハード4.0』『ダイ・ハード/ラスト・デイ』があり、そのほかゲームやコミックも含めてシリーズ化している。2017年にはアメリカ議会図書館によって、アメリカ国立フィルム登録簿に「文化的、歴史的、または芸術的に重要」として保存されることが決定した。

## ストーリー
クリスマス・イヴ。ニューヨーク市警の刑事ジョン・マクレーンは別居中の妻ホリーに会うため、ロサンゼルスへとやってきた。ホリーが勤める日系企業ナカトミ商事が開くクリスマス・パーティの席で再会した二人であったが、和解するどころか口論となってしまう。
そんな中、突如現れたハンス・グルーバー率いる13名の武装集団がパーティー会場を占拠。警備員を射殺し、パーティーの出席者を人質にし、ビル全体のセキュリティをも掌握してしまう。彼らの狙いは厳重なセキュリティの金庫に保管されている「6億4千万ドルの無記名債券」であり、非協力的なタカギ社長を容赦なく射殺する。
偶然会場から離れていたマクレーンは一人だけ難を逃れ、ハンスらが占拠するフロアから脱出。消火設備を作動させて外部に非常事態を伝えようするが、その存在を知ったハンスが放った追手と銃撃戦になる。いったん出動した消防隊は、ハンスが設備の誤作動だったと通報したため引き返してしまう。マクレーンは警察無線も使って通報するが、なかなか信じてもらえない。念のため確認するよう指示されてやってきたアル・パウエル巡査部長は、警備員に扮したハンスの部下の嘘を信じてその場を離れそうになるが、マクレーンは仕留めた実行犯の一人の死体をパウエルのパトカー目掛けて放り投げ、非常事態を伝えることに成功する。
パウエルの報告でロス市警やFBIが出動しビルを包囲するものの、すべて想定済みのハンスの巧みな反撃により、SWATの突入作戦は失敗。さらにハンスは政治思想的なテロリストを装い、警察やFBIの攪乱をはかる。また、ハンスにマクレーン引き渡しの交渉を試みたエリスも射殺される。
後の計画の準備を直接確認中のハンスとマクレーンが出くわす。ハンスは咄嗟に人質の一人の振りをするが、マクレーンはハンスの正体を見抜く。しかし駆け付けたハンスの部下達と激しい銃撃戦となり、裸足の状態でガラスの破片だらけのフロアを脱したため、足の裏に大怪我を負う。満身創痍で弱気になるマクレーンだったが、無線でパウエルに励まされると、パウエルはかつて子供を誤射してしまったトラウマから銃を撃てなくなってしまったことを明かし、マクレーンもまた妻と和解できなかったことを後悔していると明かす。
犯行グループをテロリストだと思い込んでいるFBIは、テロ対策マニュアルにしたがって付近一帯を停電させるが、これこそがハンスの狙いであり、停電の影響で金庫の最終ロックが外れ、まんまと有価証券を奪うことに成功する。また脱出用に要求されたヘリに武装した捜査官を忍ばせるFBIだったが、ハンスの狙いは人質ごと屋上を爆破し、その隙に地下からトラックで脱出する事だった。その狙いに気付いたマクレーンはそれを阻止しようと奮闘するが、横暴なジャーナリスト、リチャード・ソーンバーグの無神経なテレビ中継により、ホリーがマクレーンの妻であることを知ったハンスは、ホリーだけを人質に残す。屋上は爆破され、FBIの乗ったヘリは墜落するものの、なんとか人質たちを避難させることに成功したマクレーンは、自身は消火ホースを使って屋上から脱出。ホリーを人質にしたハンスと対峙する。残り2発しかない弾丸で逆転の奇策に打って出ると、ホリーを救出し、ハンスをビルから転落させる。
ホリーと共にビルから出てきたマクレーンは、無線で友情を交わしていたパウエルと初めて顔を合わせる。ところがそこに、実はまだ生きていた犯人の一人が現れ、自動小銃を撃とうとする。彼をとっさに射殺したのは、トラウマで引き金を引けなくなっていたはずのパウエルであった。大混乱を極めたロスに、ようやく穏やかなクリスマスが訪れるのであった。

## キャスト

### パーティ参加者
ジョン・マクレーン（John McClane）
演 - ブルース・ウィリス
ニューヨーク市警察本部の刑事（階級は巡査部長）で、最も不運なタイミングで最も不運な場所に居合わせる最も不運で簡単には死なない（不死身の）男。無鉄砲な一面もあるが、偽造された身分証明書を見抜いたり、煙草の銘柄から出身国を推測するなどの刑事としての洞察力が優れており、また屋上やコンピュータ室での銃撃戦でゲリラ戦を展開したり、即席爆弾を作ったりと戦術面や工作面でも高い技術を持っている。妻のホリーはロサンゼルスで働いている。自分はニューヨークの刑事であり、辞められないと話すが、実際はホリーがすぐに舞い戻ると思っていたために同行しなかった。ホリーに誘われて訪れたナカトミ・プラザが占拠されたことを知り、テロリストグループを相手に一人で立ち向かうことになる。
ホリー・ジェネロ＝マクレーン（Holly Gennero McClane）
演 - ボニー・ベデリア
ジョン・マクレーンの妻で、ナカトミ商事の重役。日系の企業では家族持ちは受けが悪いという理由から会社では旧姓の“ジェネロ”を名乗っており、それ故に夫と再会早々に結婚の概念の行き違いから諍いを起こしている。
ハンス達の襲撃に遭い、更にはソーンバーグの強引な取材で身元を明かされたために危機に陥るが、最終的には夫であるジョンに助けられた。事件解決後は悪びれもしないでなお取材を続けようとするソーンバーグの顔面に強烈なパンチを見舞う。第2作では、このパンチで歯が2本折れたソーンバーグに告訴されて互いに50m以内への接近を禁止されたことが明らかになる。
アーガイル（Argyle）
演 - デヴロー・ホワイト
マクレーンをロサンゼルス空港からナカトミ・プラザまで運ぶ役割を担うリムジン運転手で、今作におけるマクレーンに協力的な数少ない人物。お調子者でノリが良く、以前はタクシー運転手を務めていたこともあって多弁である。
ビルの地下駐車場でマクレーンを待つうちに、ハンス達が閉鎖した駐車場から出られなくなってしまう。当初はビルで起きていることに全く気づかず呑気に酒を飲んだり恋人に電話を掛けたりしていたが、リチャードの報道によってようやく事態に気づく。終盤ではトラックのコンテナに隠していた偽の救急車で脱走を図るテオを発見し、運転するリムジンで体当たりを敢行、更にテオを顔面パンチでノックアウトした。事件解決後は自力で駐車場から脱出し、マクレーン夫妻を乗せてナカトミ・プラザを後にした。
ハリー・エリス（Harry Ellis）
演 - ハート・ボックナー
ナカトミ商事の重役。軽薄な性格で、夫がいると知りながらしつこくホリーをデートに誘うなどしている。また、エリート意識が非常に高いが、一方ではコカインの常習者であるなど素行はかなり悪い。
自身の交渉術を過信しており、マクレーンが単独で抵抗していることを知り、彼をグループに引き渡す事を目論み、友人と偽ってハンスにマクレーンの名前や素性を暴露し、無線で彼に投降を呼びかける役を買って出る。マクレーンはエリスに銃を向けるハンスに「友人ではなく、初対面だ」と必死に説得したが、その説得虚しく、マクレーンが呼びかけに応じないと判断したハンスに射殺された。
ジョセフ・ヨシノブ・タカギ（Joseph Yoshinobu Takagi）
演 - ジェームズ・シゲタ
ナカトミ商事社長で、ナカトミコーポレーション副会長。妻子持ち。1937年の京都生まれで、幼少時に一家でカリフォルニアに移住しており、またカリフォルニア大学卒で、ハーバード大学MBA修了である。大戦中は強制収容された経験を持っており、日系アメリカ人として苦学の末に栄達を果たすなどの輝かしき功績も誇っている。
テロリストに脅されつつも屈することなく毅然とした振る舞いを見せ、ハンスに3つ数える間に金庫の暗証番号を教えるように脅されても、自分を殺してから東京本社へ行って会長に聞けと拒絶して、ハンスに射殺された。
ジニー（Ginny）
演 - ダスティン・テイラー
ホリーの部下。妊娠中で臨月を迎えている。

### 強盗グループ
ハンス・グルーバー（Hans Gruber）
演 - アラン・リックマン
強盗グループのリーダーで、西ドイツ民族解放機構（架空の左翼テロ組織）に所属していた元テロリスト。ドイツ人。高級なスーツを着こなした容姿や振る舞いは紳士的だが、実際は極めて冷酷且つ冷徹な性格で、役に立たないと見なした人間は容赦無く殺害する。更に強盗グループ内でも自分の制御が利かないと判断した者を見限るところもある。
FBIのテロ対策を先読みする、マクレーンと互いに顔を知らない状態で鉢合わせした時には咄嗟に脱出を試みていた人質を演じる（但しマクレーンからは怪しいと見抜かれており、渡した拳銃も弾丸を抜かれていた）、マクレーンが裸足だとわかると周囲のガラスを撃つように指示を出す、激昂する部下を抑える等の知略や統率力に長けている。エリスの「マクレーンとは長年の友人」という嘘も即座に見抜いた。
ビルの金庫に保管された6億4千万ドル相当の債券奪取を目論んでおり、その計画の手始めとしてナカトミ・プラザを占拠し、更には表向きの犯行声明として世界各国で囚われているテログループの解放を要求する。
終盤でのマクレーンとの対峙では、ホリーを人質に取りマクレーンを射殺しようとしたが、直後にマクレーンが背中に隠していた銃で撃たれ、ホリーの腕時計を掴んだままビルから宙吊りの状態となる。宙吊りになって尚もマクレーン夫妻を道連れにしようとしたが、最期はマクレーンによって腕時計を外されたことで単身転落死した。
第3作の敵役であるサイモン・グルーバーはハンスの兄であり、弟を殺したマクレーンへの復讐が事件の動機のひとつとなっている。
カール（Karl Vreski）
演 - アレクサンダー・ゴドノフ
強盗グループの一員でドイツ人。ハンスの右腕である実動部隊のリーダー。フリッツ、フランコと3人で行動している。自動小銃を撃つ際は、最初に1発撃ったあとに、ひと間おいて連射するクセがある。序盤では他のメンバーと異なりテオと共にナカトミ・プラザの正面玄関から侵入し、1階にいたガードマン達を殺害。
非常に粗暴且つ好戦的な性格で、計画の段取りを無視して勝手に行動する悪い癖があり、ハンスも手を焼いている様子。弟のトニーをマクレーンに殺された復讐心から幾度となく彼と壮絶な死闘を繰り広げる。それ故にハンスとは度々意見が衝突し、最終的に独断でマクレーンと決闘を挑んだ事からハンスに見限られてしまう。
3度目の戦闘では首をチェーンで絞められた上で倒されたと思われていたが、マクレーンへの執着心から蘇生し、ビル脱出直後のマクレーン夫婦へ銃を向けるが、トラウマを克服したパウエルに射殺された。
テオ（Theo）
演 - クラレンス・ギルヤード・Jr
強盗グループの一員でアメリカ人。メンバー中唯一の黒人。コンピューターの操作技術に優れており、ビルの金庫破りを担当。本人曰く「良い性格」だが、ゲーム感覚で殺人行為に手を染めたり、社長が暗証番号を吐くかどうかでカールと賭けをしていたり、強盗グループに迎撃されるSWAT部隊やFBIを馬鹿にするなど残虐さはハンスにも劣らない。
序盤ではカールと共に正面玄関から侵入。ガードマン殺害後、制御室にて業務用を除く館内の全てのエレベーターの設定を29階まで到着不能にし、シャッターを閉めてエスカレーターを停止した上で復旧できないように端末を蹴って破壊した。その後は31階の金庫室にて金庫の開錠作業をしていたが、SWAT隊が駆け付けた際にはビルの監視カメラなどを利用して仲間達に情報を送って支援した。
終盤では金庫破りを成功させ、地下駐車場に隠していた救急車で脱走の準備を進めていたが、アーガイルに発見された上にリムジンで体当たりされ、運転席の窓越しに顔面へのパンチを受けて気絶した。その後は警察に逮捕された。
トニー（Tony Vreski）
演 - アンドリアス・ウイスニウスキー
強盗グループの一員でドイツ人。カールの弟。丸眼鏡をかけ、灰色のスウェットを着ている。兄と正反対に慎重な頭脳派で、序盤は電話線の配線変更などのビルへの電気工作を行っていたが、カールがその段取りを無視してチェーンソーで配線を切断する様子に焦る面もある。
マクレーンが消防署へ通報を行ったのを知ったハンスの指示で、単身で32階の捜索を行っている最中にマクレーンと接触。不意打ちを受けて揉み合いになり、最後は階段から転落した拍子に首の骨をへし折られて死亡した。遺体はマクレーンによって強盗グループへのメッセージに使われる。
エディ（Eddie）
演 - デニス・ヘイデン
強盗グループの一員でアメリカ人。序盤は時間稼ぎのためにビルのガードマンに成り済まし、1階フロアに駐在して来客者への見張りを担当しており、通報で駆けつけたパウエルを騙し切った。
SWAT到着後はユーリと共に1階で迎撃に当たり、SWAT隊を銃撃で撃退する。終盤ではハンスと共に逃走を図ろうとしていた際に現れたマクレーンに銃を向けるが、降参したという演技を行ったマクレーンに油断し、最後は彼が背中に隠し持っていた拳銃で瞬時に頭を撃ち抜かれて死亡する。
ユーリ（Uli）
演 - アル・レオン
強盗グループの一員で中国人。序盤はマルコやハインリッヒと共に35階にて爆薬の設置の工作を行い、その後エディと共に1階の見張りを担当。SWAT到着後はエディと共に1階で迎撃に当たり、SWAT隊を銃撃で撃退するが、その際に売店の菓子類を失敬している。
終盤ではハンスらがマクレーンより奪い返した信管などの道具を用いて爆破工作の準備を終え、人質達を屋上に追いたてた後に下の階に下りてハンスらと合流しようとするが、駆けつけたマクレーンと鉢合わせし、最後は応射する暇も与えられずに射殺された。
マルコ（Marco）
演 - ロレンゾ・カッチャランツァ
強盗グループの一員でイタリア人。序盤はハインリッヒやユーリと共に35階にて爆薬の設置の工作を行う。その後、マクレーンが階下の34階に現れたとの連絡を受けて駆けつけるが、ちょうど鉢合わせして拳銃を突きつけられ、思わず命乞いをしてしまう。その後は駆けつけたハインリッヒの横槍で膠着状態を破られ、机の下に隠れたマクレーンを追い詰めるが、マクレーンからの応射が無かったことに油断して「撃つチャンスがあったらためらうな」と豪語しながら弾倉の交換を行うという大きな隙を作り、最後は机越しに拳銃の猛射を受けて死亡する。その後遺体は、通報で駆けつけたがいたずらと判断して帰りかけたパウエルへ事件を知らせるためのメッセージに利用される。
ハインリッヒ（Heinrich）
演 - ゲイリー・ロバーツ
強盗グループの一員でドイツ人。序盤は他のメンバーが乗った大型トラックの運転を担当。ナカトミ・プラザ占拠後、マルコやユーリと共に35階にて爆薬の設置の工作を行っており、爆破工作の指揮を執る。喫煙者。
その後、マクレーンが階下の34階に現れたとの連絡を受け、マルコを先行させて自分も向かうが、駆けつけた時にはマクレーンがマルコに拳銃を突きつけて膠着状態になっており、マルコに伏せるよう言い、マクレーンに拳銃を向けるが、反撃に出たマクレーンに射殺される。犯行作戦に極めて重要な起爆装置の入ったバッグを持ったままだったため、死亡後そのバッグ（と煙草）をマクレーンに奪われる失態を犯す。
フリッツ（Fritz）
演 - ハンス・バーリンガー
強盗グループの一員でドイツ人。カールやフランコと共に行動し、マクレーンと幾度となく銃撃戦を繰り広げる。3人の中では彼だけマクレーンや警察の登場に動揺する場面が多い。終盤ではエレベーターでカールやフランコと共にハンスとマクレーンのいる33階に駆けつけた際、ドアが開いたと同時に放たれたマクレーンの発砲に対応出来ずに一方的に射殺される。
フランコ（Franco）
演 - ブルーノ・ドヨン
強盗グループの一員でフランス人。カールやフリッツと共に行動し、マクレーンと幾度となく銃撃戦を繰り広げる。終盤では33階にてカールと共にハンスと合流し、マクレーンとの銃撃戦の最中に走って移動していたが、直後にマクレーンの銃撃で足を撃ち抜かれて転倒し、最後はガラス壁に頭部を強打して死亡する。
アレクサンダー（Alexander）
演 - ジョーイ・プルーワ
強盗グループの一員でドイツ人。機関銃やロケット砲などの重火器を取り扱う。3階で機関銃を所持して見張りを行い、マクレーンのメッセージによって異常に気付いたパウエルのパトカーに向けて猛射を加えた。
SWAT到着後はロケット発射筒をジェームズと共に運用し、前進してきたSWATの装甲車を破壊した。その後、炎上する装甲車と、駆けつけていたロス市警のパトカーへ向けて更なる砲撃を加えようとするが、最後はマクレーンにより投下されたプラスチック爆弾によってフロアごと吹き飛ばされて死亡する。
ジェームズ（James）
演 - ウィルヘルム・フォン・ホンブルグ
強盗グループの一員でドイツ人。ビル屋上で見張りを担当していたが、SWAT到着後はロケット発射器をアレクサンダーと共に運用する。その後、装甲車へ向けて更なる砲撃を加えようと弾薬を準備していたが、最後はマクレーンにより投下されたプラスチック爆弾によってフロアごと吹き飛ばされて死亡する。
クリストフ（Kristoff）
演 - ジェラール・ボン
強盗グループの一員でフランス人。31階の金庫室にてテオの補佐を行う。終盤で開放に成功した金庫から奪った債権を運んでいたが、直後に現れたマクレーンに殴打されて昏倒する。その後は警察に逮捕された様子。

### 警察・FBI
アル・パウエル（Al Powell）
演 - レジナルド・ヴェルジョンソン
ロサンゼルス市警察の警察官（階級は巡査部長）。本作におけるマクレーンの相棒であり、彼に協力する数少ない人物でもある。好物はトゥインキー。妻は初子を身籠っている。過去にパトロール中、おもちゃの銃を向けてきた少年を誤射したトラウマから発砲が出来なくなっており、通常は庶務を担当している。
偶然ナカトミ・プラザ付近のコンビニでトゥインキーを買い込んでいた際に司令センターからナカトミ・プラザを調べるように指示を受け、結果として事件に関わることとなる。当初は、警備員に扮したハンスの部下達の演技に騙されて一度はその場から去ろうとしたが、直後にマクレーンが投げ落としたテロリスト（マルコ）の遺体が自身のパトカーのボンネットに落ちてきたのを見た上に、マクレーンに上階から銃撃されたことで事態を察し、半ばパニック状態で地下駐車場にパトカーごと落下しながらもすぐに応援を呼ぶ。その後は外から事件の状況を見届け、マクレーンに情報を伝えていた。終盤ではマクレーン夫妻を殺そうと追いかけてきたカールを目にするや、トラウマを克服して彼を射ち倒して2人を救う。
ドウェイン・ロビンソン（Dwayne T. Robinson）
演 - ポール・グリーソン
ロス市警察本部次長（階級は警視）。高慢で、マクレーンやパウエルの話に聞く耳を持たない一方で、連邦捜査局（FBI）には聞き入れなかったパウエル（がマクレーンから得た）の情報をさも自分の意見の様に言うなど、上の身分に対しては媚びへつらう一面もあり、更にはそのFBI捜査官達が死亡した際には「代わりのFBI（捜査官）を呼ばないと」とだけで片付けてしまう冷淡な一面さえも垣間見せる。また、パトカーの上に落ちてきた男(マルコ)を「株屋の自殺だろう」といい加減な事を言う。SWATを突入させるが、テロリストグループの予想以上の反撃に遭って失敗し、直後FBIに捜査主体を持って行かれたことで立場を失くす。事件後、マクレーンに対してはエリスの殺害幇助、ビルの損壊の件について問い詰めるなど、最後まで的外れな言動に終始した。
ビッグ・ジョンソン（Big Johnson）
演 - ロバート・デヴィ
白人のFBI特別捜査官。同じ苗字であるが、行動を共にしているジョンソン捜査官と血の繋がりはない。また、ベトナム戦争従軍の経験があり、作戦直前には「ベトナム戦争当時を思い出すぜ」と悦に浸っていた。
ロス市警察本部のロビンソン警視に代わって指揮を取り、対テロリストマニュアルに沿った作戦を展開する。更にヘリに乗り込んでの犯人掃討作戦では人質が多少犠牲になっても構わないつもりで特攻するも、ハンス達が仕掛けた爆弾の爆発に巻き込まれて死亡した。
リトル・ジョンソン（Little Johnson）
演 - グランド・L・ブッシュ
黒人のFBI特別捜査官。ジョンソン特別捜査官と血の繋がりはなく、年齢も下である。また、ジョンソン特別捜査官からベトナム戦争の話をされた際は「当時中学生であったこと」を明かしている。ジョンソン特別捜査官に従ってヘリで犯人掃討に向かうが、同じく爆弾の爆発に巻き込まれて死亡する。
ミッチェル（Mitchell）
演 - マット・ランダース
SWAT部隊の隊長。装甲車ごとビルに突入しようとするも、階段の手摺に引っかかって身動きが取れなくなった所をロケットランチャーで攻撃される。目撃したマクレーンがハンスに「もう十分だろ！！逃してやれ！」と要求するも、ハンスは「中途半端は嫌いでね」と切り捨て、追撃を命じたため、装甲車ごと爆破される。

### マスコミ関係者
リチャード・ソーンバーグ（Richard Thornburg）
演 - ウィリアム・アザートン
イエロー・ジャーナリズムを職業理念とするKFLW-TVのリポーター。自己中心的な性格で、スクープのためなら強引な取材姿勢を行い、相手の感情や、それによって起こる危険などは無視するなど手段を選ばず、またその事に関しては一切悪びれもしない。
マクレーン家まで押しかけた上に家政婦を脅迫して子供にインタビューし、ホリーの素性を明かして事態を悪化させた。事件解決後は悪びれもせずに取材を続けようとし、その事に激怒したホリーに顔面を殴られ、その醜態をテレビに流されたためにホリーを逆恨みし、後に告訴した。
ハーヴェイ・ジョンソン（Harvey Johnson）
演 - デヴィッド・アーシン
KFLW-TVのニュースキャスター。ソーンバーグとは不仲。
ゲイル・ウォーレンズ（Gail Wallens）
演 - メアリー・エレン・トレイナー
KFLW-TVのニュースキャスター。
サム（Sam）
演 - マーク・ゴールドスタイン
ニュースステーションのディレクター。
メアリー（Mary）
演 - トレイシー・ライナー
ソーンバーグと共に取材を行うスタッフ。

### その他
ルーシー・マクレーン（Lucy McClane）
演 - テイラー・フライ
ジョンとホリーの娘。
ポーリーナ（Paulina）
演 - ベティ・カルヴァロー
ホリーが雇っている家政婦。移民であるため、それをネタにソーンバーグに脅され、マクレーン夫婦の子供の取材を許してしまう。

## 製作

### 企画と脚本

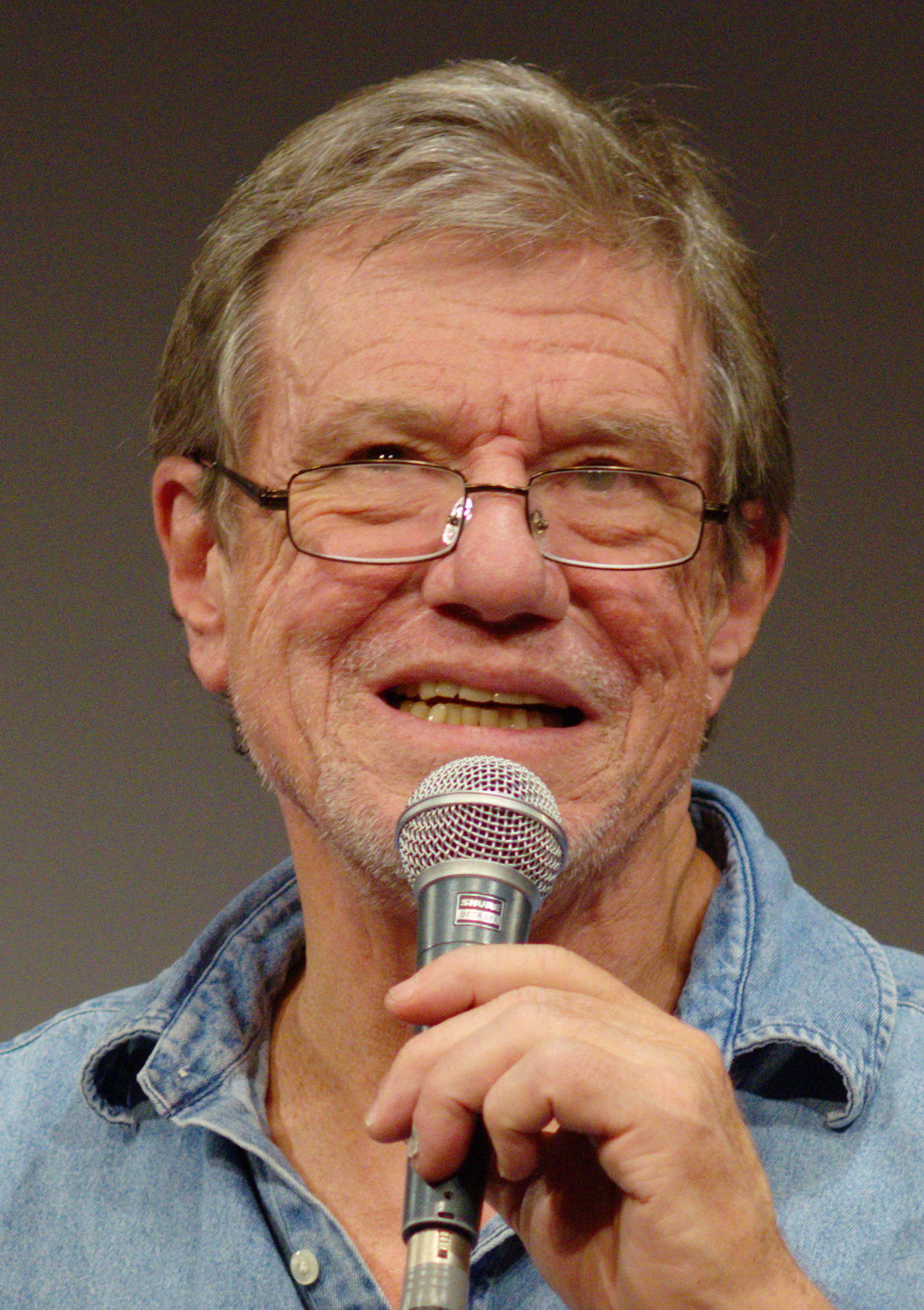
ジョン・マクティアナン監督（2014年）

『ダイ・ハード』の製作は、脚本家のジェブ・スチュアートが経済的に困窮していた1987年に始まった。コロンビア映画が購入した彼の脚本は放棄され、ウォルト・ディズニーとの契約では十分な収入が得られなかった。スチュアートは契約期間が6週間しかなかったため、代理人のジェレミー・ジマーが20世紀フォックスの製作部門であるゴードン・カンパニーの開発責任者ロイド・レヴィンに連絡を取った。
レヴィンはスチュアートに、元警察官のロデリック・ソープが1978年に書いた小説『Nothing Lasts Forever』（日本版タイトルは『ダイ・ハード』）の映画化を依頼した。ソープは、1974年に公開されたディザスター映画『タワーリング・インフェルノ』を見た後、ビルの中を武装した男たちに追われる男の夢を見て、小説の着想を得たという。フォックスは、1966年に出版されたこの本の前作『The Detective』を1968年にフランク・シナトラがニューヨーク市警の刑事ジョー・リーランドを演じて映画化しており（『刑事』）、『Nothing Lasts Forever』自体も、その執筆前に既に続編の権利を購入していた。
レヴィンは、彼が映画的に面白いと思ったロサンゼルスのクリスマスという設定さえ維持すれば他はスチュアートの自由で良いとした。本作は成功した映画シリーズである『ランボー』にちなんで「オフィスビルの中のランボー」として売り出された。プロデューサーのローレンス・ゴードンとジョエル・シルバーは、1987年に公開されたアクション映画『プレデター』で一緒に仕事をしたジョン・マクティアナンを監督に起用した。マクティアナン他のテロリスト映画でよくみられるような単に「卑劣で不快な行為」だけではなく、「何らかの喜び（some joy）」を盛り込むのであれば、という条件で引き受けた。
スチュアートは、バーバンクにあるウォルト・ディズニー・スタジオのオフィスで18時間労働するようになり、疲労感から「イライラ」していた。妻との喧嘩の後、ドライブに出掛けた先で自分の車線上に箱があり、結果として空箱ではあったが、避けられずに轢いてしまった。彼によれば、その後にフリーウェイの脇に車を止め、「心臓がドキドキした」という。ここからスチュアートは、「大惨事の前に妻に謝るべきだった男」という物語の中心テーマを構想した。そして妻と仲直りするために帰宅し、その夜に35ページを書き上げた。スチュアートは、マクレーン夫妻の関係を形作るために、離婚や配偶者が旧姓に戻るなど、同僚たちの結婚生活の問題も参考にした。

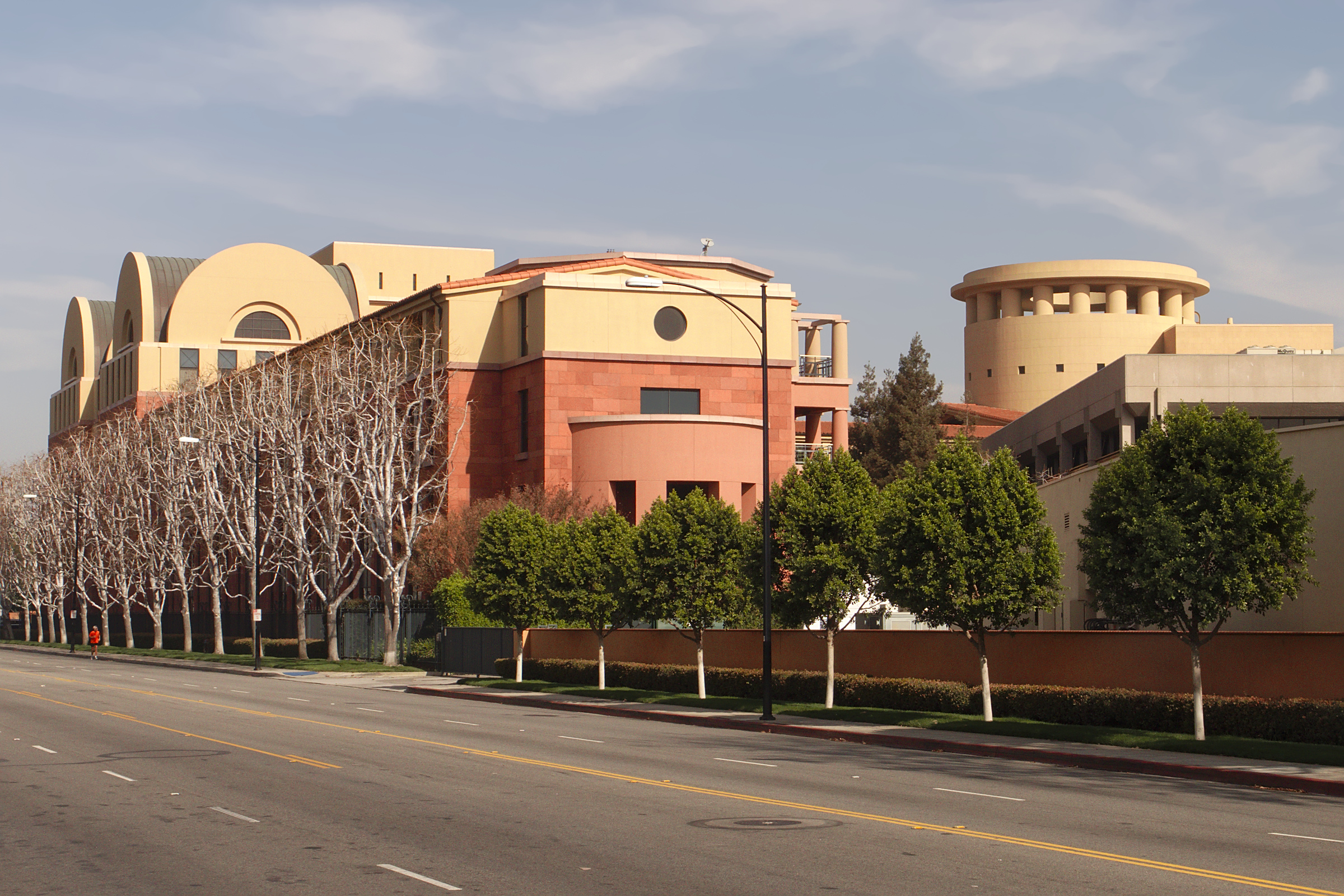
ジェブ・スチュアートはカリフォルニア州バーバンクのウォルト・ディズニー・スタジオで初期草稿版を書き上げた。

当初、主人公ジョン・マクレーンの名前はジョン・フォードであったが、これは同名の物故監督ジョン・フォードに失礼だと20世紀フォックスは考えた。スチュアートは彼の出自であるケルト人由来の「善く力強い（good strong）スコットランドの名前」としてマクレーンを選んだ。彼はこのキャラクターを、最悪の状況から教訓を得て、別人というほどではないが良き人間に成長する欠陥のあるヒーローと表現した。
アクション映画を書いた経験がなかったスチュアートは、スリラー映画を書いた経験を生かして、マクレーンとホリー、そして彼らの和解を観客に気にかけてもらうことに注力した。スチュアートが幹部に物語の説明をしていると、ゴードンがそれを遮り、まずはドラフト版を完成させるように言って会議から退出した。スチュアートは6週間かけて脚本の初稿を完成させた。
スチュアートは『Nothing Lasts Forever』を理解するのに、レヴィンの助けを借りたと語っている。
彼はC-4爆弾がエレベーターシャフトに投げ込まれるシーンや、主人公のジョー・リーランドが屋上から飛び降りるシーンなど、多くの場面を忠実に再現した。
しかし、小説はすべてリーランドの視点から語られる形式であり、彼がいなかった場面で起こった出来事については詳しくは書かれていなかった。また、小説のトーンはよりシニカルで虚無的であった。悪役のアントン・グルーバーはクラクソンが独裁政権を支援しているという理由で、世間知らずの男女のゲリラ兵を使ってクラクソン・ビルを襲撃し、また、リーランドは麻薬中毒の娘と会うためにビルを訪ねることになったが、最後には娘はグルーバーと共にビルから落ちて死んでしまう。
そのため、（リーランドの視点では）敵たちの動機がはっきりせず、リーランドは彼ら（特に女性）を殺すことに葛藤していた。またリーランドは、高給取りのセキュリティ・コンサルタントで、経験豊富な年配の男性として書かれていた。
スチュアートは、この小説のトーンを「悲しすぎる」と否定し、また60歳を超えた高齢のアクションヒーローというのも説得力がないと考えた。彼はマクレーンが登場しない場面において登場人物たちを増やしたり、設定を膨らませた。パウエルには妻子を与え、マクレーンとの関係をより親密にした。また、原作では序盤で姿を消すアーガイルは中盤以降もしばしば劇中に登場し、最後にマクレーンをサポートする。オリジナルキャラクターとしては悪徳ジャーナリストのリチャード・ソーンバーグが登場する。
西部劇の名優ジョン・ウェインのファンだったスチュアートは、カウボーイ言葉を含めて、脚本全体に西部劇の要素を盛り込んだ。また、彼はロサンゼルスに建設中だったフォックス・プラザの工事責任者と親しくなり、建物の中に入って登場人物やシーンの配置のアイデアを得ることができた。そして、1987年6月に完成した脚本を提出した。フォックスが1988年の夏の大作映画（ブロックバスター）を必要としていたこともあり、この作品は翌日には許可された。

### キャスティング

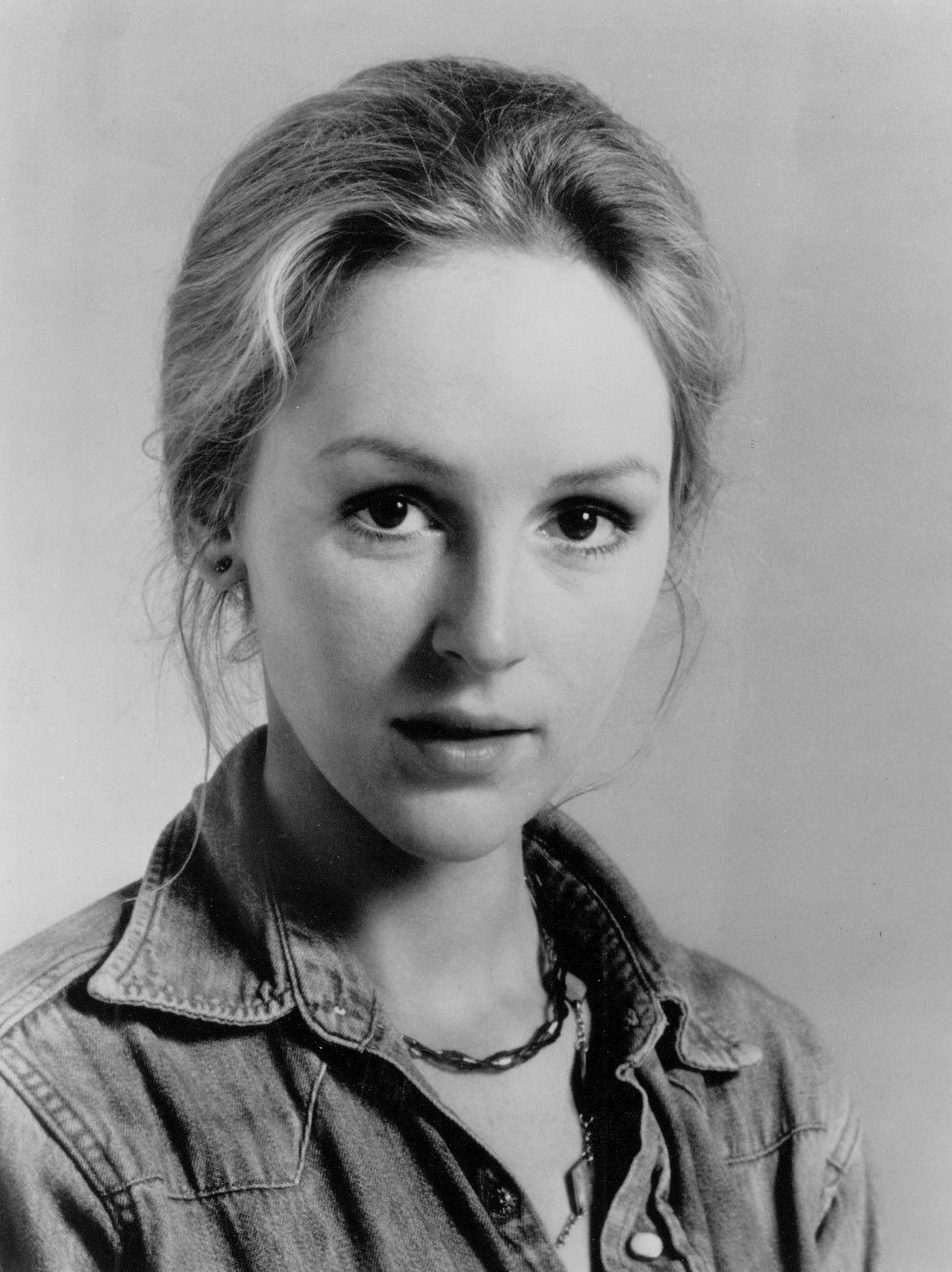
ボニー・ベデリア（1974年）。彼女が出演した1983年の伝記映画『Heart Like a Wheel』を観たウィリスによってマクレーンの別居中の妻に抜擢された。

本作は1968年の映画『刑事』の続編として映画化権を獲得していたために契約上はフランク・シナトラを主役にしなければならない義務があった。しかし、当時70歳であったシナトラはこれを断った。そして、この役は、シルヴェスター・スタローン、リチャード・ギア、クリント・イーストウッド、ハリソン・フォード、バート・レイノルズ、ニック・ノルティ、メル・ギブソン、ドン・ジョンソン、リチャード・ディーン・アンダーソン、ポール・ニューマン、ジェームズ・カーン、アル・パチーノなどのスターにオファーされた。当時の有力なアクション映画の典型はアーノルド・シュワルツェネッガーのような筋肉隆々の無敵のマッチョマンであり、実際、シュワルツェネッガーにもオファーを出したが、コメディへの進出を希望していた彼は『ツインズ』（1988年）に出演するために辞退した。当時ブルース・ウィリスは、主にロマンティック・コメディのテレビシリーズ『こちらブルームーン探偵社』において、シビル・シェパードの相手役として、コメディタッチな役柄を演じていたことで知られていた。オファーを受けたウィリスは、当初『こちらブルームーン探偵社』出演のための契約義務からオファーを断ったが、シェパードが妊娠したことで番組の製作が11週間中断することとなり、オファーを受けるのに十分な時間が生じた。
マクティアナンの彼女は、シネマスコアの担当者と偶然出会い、ウィリスを主役にした場合の分析を依頼した。その結果、彼を起用しても悪影響はないと判断され、2週間後にウィリスの参加が正式に決定した。それまでウィリスが出演した映画は、中程度の成功を収めたコメディ映画『ブラインド・デート』（1987年）の1本だけであったため、この抜擢は物議を醸した。当時、映画俳優とテレビ俳優は明確に区別されていた。『ゴーストバスターズ』（1984年）のような映画ではテレビスターでも大ヒット映画を製作できるとみなされていたが、シェリー・ロングやビル・コスビーのような他のテレビ俳優は、映画への転身に失敗していた。
ウィリスはこの役で500万ドルの出演料を受け取り、これはダスティン・ホフマンやウォーレン・ビーティ、ロバート・レッドフォードなど、既に成功を収めている映画俳優に匹敵する額であった。フォックスの社長であるレナード・ゴールドバーグは『ダイ・ハード』にはウィリスのような可能性のある俳優が必要だったと語り、ゴードンは主人公が失敗するかもしれないという可能性を見せるには、ウィリスのような普通の人であることが重要だったと述べている。フォックス以外の関係者の情報によれば、多くの人気俳優に断られたために、スタジオは必死にスターを探していたという。ウィリスは「彼らはこの映画と彼らのために価値があると思った額を支払ってくれた」と述べている。また、スタローンやシュワルツェネッガーが描くような大物キャラクターとは違うとし、「ヒーローと言っても彼は普通の男なんだ。異常な状況に放り込まれただけの普通の男にすぎない」と述べている。ウィリスは、サウス・ジャージーで育った労働者階級の人物を参考にして、「その態度や権威への軽蔑、悪辣なユーモアのセンス、不本意なヒーロー」などを表現した。
本作の悪役ハンス・グルーバー役には映画未経験のアラン・リックマンが起用された。これはブロードウェイ版『危険な関係』で悪役のヴィコント・ド・ヴァルモンを演じたのを見たシルバーによるものであり、映画デビュー時はすでに40代前半だった。マクレーンの別居中の妻ホリー役にはボニー・ベデリアが起用され、これは1983年に公開された伝記映画『Heart Like a Wheel』に出演したのを見たウィリスの提案だった。レジナルド・ヴェルジョンソンがマクレーンを外部から支援するアル・パウエル警官役に抜擢されることになったのは、以前一緒に働いていたキャスティング・ディレクターのジャッキー・バーチ（Jackie Burch）の提案によるものであった。これがヴェルジョンソンのメジャー映画デビューとなった。この役には他にロバート・デュヴァル、ジーン・ハックマン、ローレンス・フィッシュバーン、ウェズリー・スナイプスなどが候補に挙がっていた。ホリーにちょっかいをかける軽薄な同僚エリス役には、シルバーの知人であるハート・ボックナーがあてられた。この役は3週間かけて時系列順に撮影された。マクティアナンは俳優のケイリー・グラントのような洗練された人物として描きたかったが、ボックナーは彼の劇中の行動はコカインと不安から来るものと考えて役作りした。このため、マクティアナンは、ゴードンとシルバーがボックナーのおどけた演技を楽しんでいることに気づくまで、当初は彼の演技を嫌っていた。

### 脚本のリライト

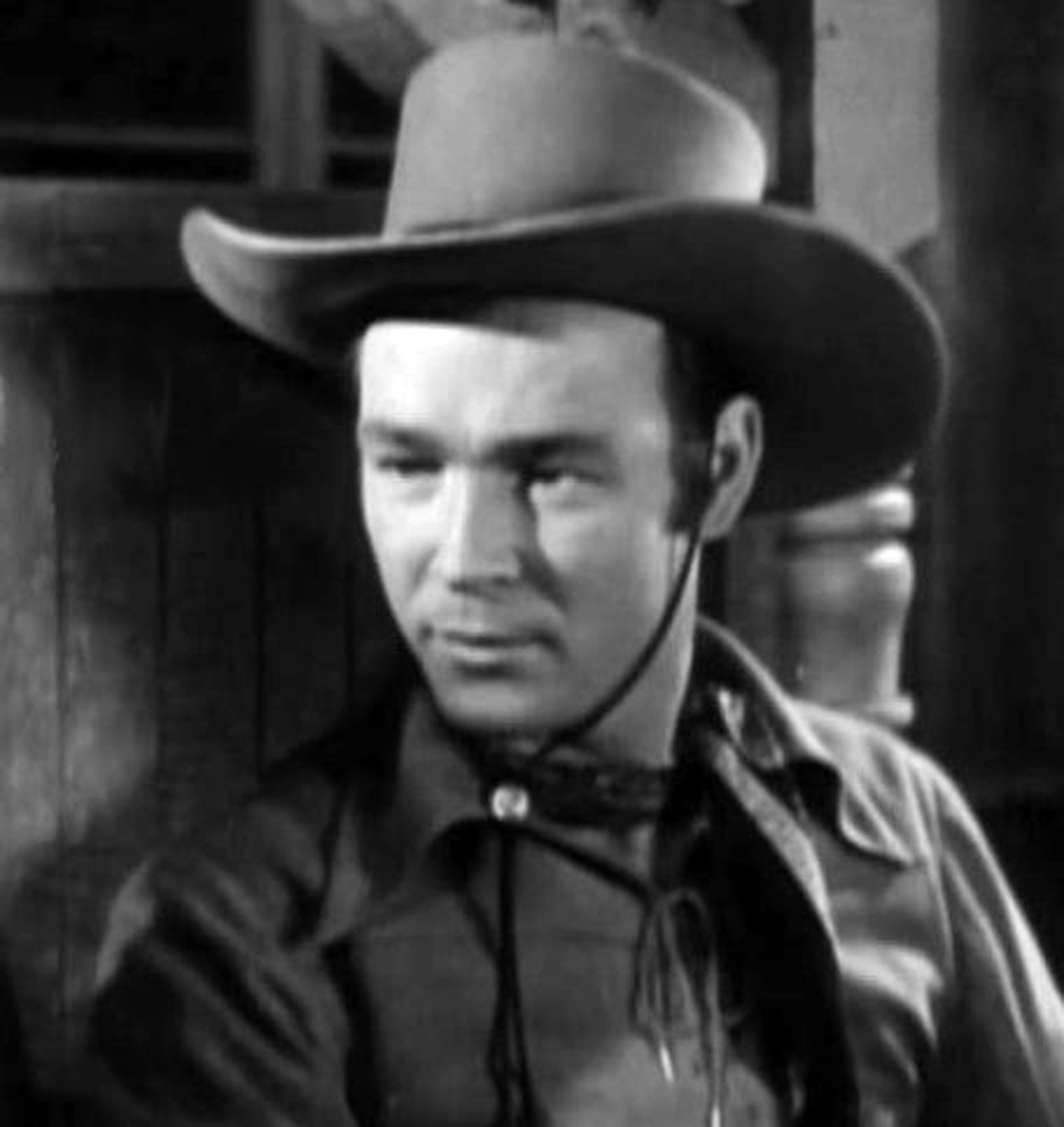
西部劇俳優のロイ・ロジャース。ジョン・マクレーンの決めゼリフ「ippee-ki-yay、motherfucker（イッピカイェイ、マザーファッカー）」は彼のセリフ「Yippee-ki-yay, kids」に由来する。

脚本家のスティーブン・E・デ・スーザは、アクションとコメディを合わせた経験を持ち、スチュアートの脚本を書き直した。彼はグルーバーが主人公であるかのようにアプローチした。「もし（グルーバーが）強盗を計画し、実行に移さなければ、（マクレーンは）ただパーティーに行って、妻と和解するだけだっただろう。本当に物語を動かしている悪役の視点を通して、自分の作品を見ることを時々考えるべきだ」。デ・スーザは、フォックス・プラザの設計図を使って、物語やキャラクターのロケーションを建物内にレイアウトした。
脚本は撮影前から撮影中まで変更が続いた。撮影開始の最初の数週間は、まだウィリスの『こちらブルームーン探偵社』の撮影が行われていたため、彼はその撮影を最大10時間行い、夜に『ダイ・ハード』の撮影をするという生活を送ることになった。マクティアナンはウィリスに休養する時間を与え、その代わりデ・スーザに新しいシーンの追加を任せ、マクレーン以外の登場人物の設定や描写が膨らまされることになった。例えばホリーの家政婦のシーン、高木の死後にグルーバーと対峙するホリーのシーン、ソーンバーグの紹介シーン、パウエルと仲間の警官たちのシーンなどである。
シルバーは映画の途中でマクレーンとグルーバーが出会うシーンを入れたいと考えていたが、デ・スーザは、そのための上手いシナリオが思いつけずいたところ、たまたまリックマンがアメリカ訛りの英語を話すところを耳にした。これによってグルーバーがマクレーンと会うときに正体を隠せると考え、マクレーンが彼だとわからないように高木の殺害シーンは撮り直された。また、このマクレーンとグルーバーが出会うシーンの追加によって、マクレーンがテオを殺す別のシーンは削除された。
スチュアートの元の脚本では、物語は3日間にわたるものであったが、マクティアナンはシェイクスピアの『真夏の夜の夢』に触発されて、一晩で終わる物語に変えた。また、彼はテロリストを悪役にするのは「あまりにも悪辣」だと考え、テロリストの政治性に焦点を当てるのを避け、金銭的な追求を目的とした強盗にし、その方が夏の娯楽にふさわしいという狙いもあった。
マクレーンのキャラクターが完全に確立したのは、製作のほぼ半分を過ぎた頃であった。マクティアナンとウィリスは、「マクレーンは、自分のことをあまり好きではないが、最悪の状況で最善を尽くす男」と決めた。マクレーンのキャッチフレーズ「イッピカイェイ、マザーファッカー（Yipee-ki-yay, motherfucker）」は、カウボーイ俳優ロイ・ロジャースの「Yippe-ki-yah, kids」をはじめとする古いカウボーイ用語を基にしたものであり、マクレーンの古いアメリカ人キャラを強調したものであった。「Yippee-ki-yay, motherfucker」と「yippee-ti-yay, motherfucker」のどちらを使うかの議論もあったが、ウィリスが前者を支持した。

### 撮影

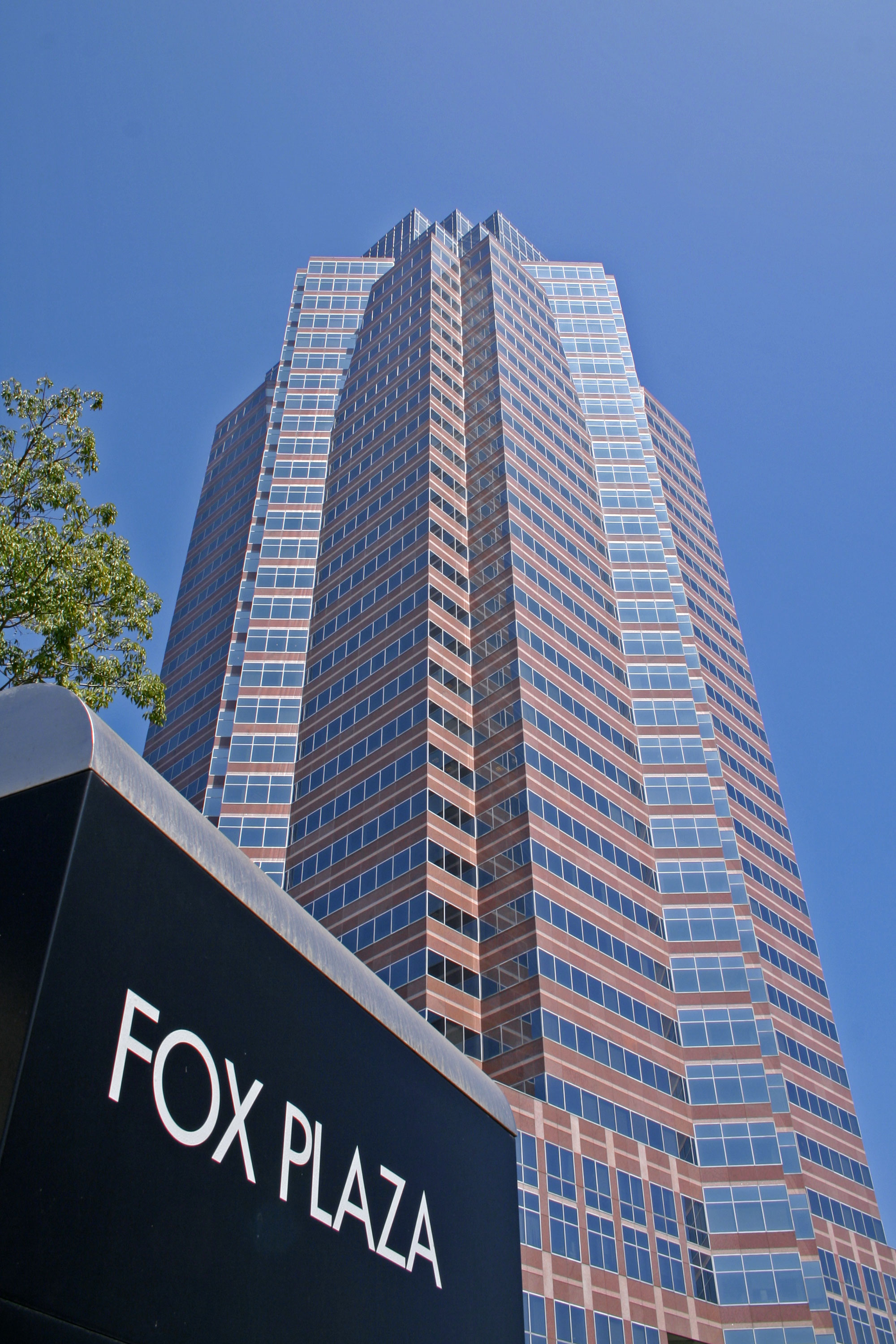
ロサンゼルスのセンチュリーシティにあるフォックス・プラザが、ナカトミプラザの舞台となった。

本作は1987年11月に撮影が開始され、1988年3月初旬に終了し、予算は約2500万ドルから3500万ドルであった。撮影はほとんどセンチュリーシティのフォックス・プラザとその周辺で行われ、アベニュー・オブ・ザ・スターズに位置していた。
この場所が選ばれたのはプロダクション・デザイナーのJackson De Govia（ジャクソン・デ・ゴビア）が関わった製作の後半からであった。ほぼ未使用の建物が必要であり、日中の撮影は無理なこと、撮影による爆発の被害がないことの2つの条件で、フォックス・プラザが提供された。
撮影監督のヤン・デ・ボンは建物のデザインが特徴的で、それ自体でひとつのキャラクターになりうると評した。遠くからでもはっきりと建物が見えるために、マクレーンがビルに近づいていく際のエスタブリッシング・ショットを作ることもできた。また、建物内部からも周辺の街並みが見えたことは臨場感を増す効果があった。デ・ボンは登場人物をより近くで撮影するため、手持ちカメラを頻繁に使用し、より映画的な「親密さ」を演出した。彼は複雑な絵コンテは自分の仕事を冗長にするとして、事前に絵コンテを切るようなことはほとんどしなかった。その代わり、マクティアナンとその日の撮影について詳細に話し合い、伝えたい感情や感覚について話し合った。デ・ボンは魅力的なショットよりもドラマチックなショットの方に拘った。ただ、本物のフレアを使用したことで予想不能なモヤが生じ、映像が見えなくなることもあったという。
ウィリスの撮影初日は、1987年11月2日だった。『こちらブルームーン探偵社』の撮影現場から直接やってきたウィリスの最初の撮影シーンは、マクレーンが消防ホースを安全綱代わりに屋上から飛び降りると背後で爆発が起こり、助かるという重要な場面であった。彼が本作における演技で難しいと感じたのは、それまでの経験と異なって他人と交わることが少なく、一人でいる場面が多かったことだという。撮影の合間にはウィリスは他のキャストと一緒に過ごすことを好まず、新しいパートナーであったデミ・ムーアと過ごしており、一方でスクリーン上の役の関係とは対照的にベデリアとヴェルジョンソンは、リックマンと撮影の合間のほとんどを一緒に過ごしていた。
撮影開始時点では、この映画の結末はまだ確定していなかった。完成版ではテオは大型トラックの荷台に入れて運び込んだ救急車に乗り脱出を図るが、これは後から追加されたシナリオであった。このため、当初の撮影されたシーンでは、例えば物語冒頭のハンスらがビルに集結するシーンで、彼らが運転しやってきたトラックは、救急車を積み込むには小さすぎたし、また、ハンス達がタグ・ホイヤーの時計を同期させているシーンもあったが、ここでは荷台が空のトラックが映っていた。このため、これらシーンは削除されたり、必要な変更が加えられた。本来の台本では、マクレーンとハンスが出会うシーンでマクレーンが相手の正体に気づくのは、彼が他のテロリストたちと同じくタグ・ホイヤーの腕時計をしているのを確認したからであった。しかし、もはや腕時計のシーンは必要不可欠なプロットポイントではなくなっていた。アーガイルのヒーローシーンを導入する必要が生じ、それはテオの逃亡を阻止するシーンになった。このシーンではデボローがギリアードを実際に殴るが、これは撮影期間の最後の10日間に追加撮影されたものであった。
俳優の演技力に応じて、いくつかの役柄には柔軟性が持たせられた。すなわち、あるキャラクターはより長く映画に登場する一方で、あるキャラクターはより早く殺された。また、テオの「クォーターバックはトーストだ」、ボフナーの「ハンス、バビー、俺はお前のホワイトナイトだ」といったセリフ、またユーリが襲撃してきたSWATを迎え撃つ際にチョコレートバーを盗むシーンなど、俳優たちにはアドリブの余地が与えられていた。マクティアナンは本作の編集にあたってフランスのヌーヴェルヴァーグの影響を受けた。フランク・J・ユリオステとジョン・F・リンクを起用し、当時の主流であった編集スタイルに反して、モーション中の編集などを行った。

### 音楽
作曲家のマイケル・ケイメンが雇われる前から、マクティアナンはスタンリー・キューブリックの『時計じかけのオレンジ』（1971年）で流れるベートーヴェンの交響曲第9番（通称「歓喜の歌」）を入れたいと考えていた。ケイメンはアクション映画で、この曲を「汚す（tarnishing）」ことに反対し、代わりにドイツの作曲家リヒャルト・ワーグナーの音楽を悪用することを提案した。マクティアナンは『時計じかけのオレンジ』が第9を用いることによって過剰な暴力性（ultra-violence）を強調したことを説明すると、ケイメンはその意図を受け入れ、さらにケイメンは『時計じかけのオレンジ』でも使用された「雨に唄えば」（1952年）と「ウィンターワンダーランド」（1934年）も使用することを提案した。こうして「歓喜の歌」「ウィンターワンダーランド」、「雨に唄えば」のメロディーが、主に悪役を強調するために音楽に混ぜられることになった。「歓喜の歌」のサンプルは、より威嚇的に聞こえるように少し低いキーで演奏され、グルーバーがナカトミ商事の金庫を開けた時に、流れるようになっている。また他に『Let It Snow! Let It Snow! Let It Snow!』も使用されている。
当初、ケイメンは本作のほとんど未完成のバージョンを観て感銘を受けなかった。彼は本作の主役は、マクレーンの重要性を低下させる「驚異的な悪者」だと捉えていた。また、ケイメンは映画音楽に否定的であり、映画の音楽とは映画から独立したものではないと信じていた。彼のオリジナル楽曲には、ピチカートやアルコの弦楽器、金管楽器、木管楽器、スレイベル（ジングルベル）が用いられ、脅威が発生する瞬間には祝祭的な意味合いを打ち消すように加えられている。他にも本作ではクラシック音楽の仕様が随所に見られ、例えばパーティで演奏される曲はバッハのブランデンブルク協奏曲第3番である。
マクティアナンは、映画のラストで、カールがマクレーンを殺そうとするシーンのオリジナル曲が気に入らず、既存の未使用楽曲を用いることにし、ジェームズ・ホーナーの『エイリアン2』から流用した。また、1987年に公開されたアクション映画『燃える男』からも楽曲が流用されている。本作ではRun-D.M.C.の『Christmas in Hollis』が使用されているが、本作での使用もあって、後にクリスマスの定番曲とみなされるようになった。

## スタントとデザイン

### スタント
本作の製作直前に、『トワイライトゾーン/超次元の体験』（1983年）の撮影現場で死亡事故が発生したことにより、映画のスタントに対する認識が変わり、映画そのものよりも映画のスタッフを優先するようになった。それでもウィリスは自ら階段を転がり落ちたり、稼働中のエレベーターの上に立つなど、多くのスタントを自分で行うことに拘った。ウィリスの最初の撮影シーンは、腰に消火ホースを巻き付けてナカトミプラザの屋上から飛び降りるシーンだった。このスタントは5階建ての駐車場で行われ、25フィート（7.6m）の高さからエアバッグの上に飛び降り、同時に背後で60フィート（18m）の爆炎が上がるというものであった。ウィリスはこれを最も過酷なスタントの一つに挙げている。実際に爆風に押されたことでエアバックの端の方に落ち、スタッフは彼が死んだのではないかと心配した。マクレーンがビルにぶら下がるシーンでは、スタントマンのケン・ベイツが代役を務めた。
続いてマクレーンが窓から銃を撃ってビルに再侵入するシーンでもセットが使われた。このシーンでは関係者がスタントの経験を積むために、撮影スケジュールのほぼ半分を用いて撮影が行われた。窓には割れやすい飴ガラスが用いられたが、設置には2時間を要すためにテイクはわずかであった。巻き上げ機の代わりに、窓の下に配置されたスタントマンのチームがホースを引きずってウィリスを縁の方に向かうように引っ張り、万が一ウィリスが落下してもコントロールしやすいように考慮していた。マクレーンが換気シャフトを移動中に落ちて一段低い開口部に引っ掛かるシーンを、編集のフランク・ウリオステが残したのは、ウィリスのスタントマンが誤って意図した以上に落ちたためであった。マクレーンがテーブル越しにテロリストを撃つシーンでは、ウィリスの耳元で大音量の空包を撃ったために、左耳の聴力の3分の2を失う障害を負った。
終盤のナカトミプラザからグルーバーが落下するシーンでは、リックマンは20～70フィート（6～21m）の高さから落とされたとされているが、資料に一貫性がない。彼は高所に吊るされた状態から、ブルースクリーン（クロマキー）のエアバッグの上に落とされた。そしてリックマンの背景にはフォックス・プラザから撮影された映像と、ベアラー・ボンドのように落ちてくる紙吹雪が合成された。リックマンはエアバックの上に後ろ向きに落下しなければならなかったが、これは通常のスタントマンであれば、落下をコントロールするために避ける体勢であった。マクティアナンは、自らスタントを実演して段ボールの山の上に落ちることで、スタントマンではなくリックマンが実際に演じることを説得した。リックマンには3カウントで落とすと予告されていたが、実際には早めに落とされ、映画でのリックマンの驚きの顔は演技ではなく、本物であった。マクティアナンは「彼がこんな嘘を演じることはできるわけがない」と言い放った。映画で使われたのは1テイク目であったが、マクティアナンはリックマンを説得してバックアップとして2テイク目も演じさせている。
リックマンは毎秒32フィート（9.8 m）の速度で落下していたために、このスタントを撮影するのは困難であった。また、画像のブレを抑えるためにカメラの焦点を素早く合わせることも、人間の撮影者では不可能であった。視覚効果プロデューサーのリチャード・エドランドの指揮の下、ボス・フィルム・スタジオはコンピュータを使って、フォーカスリングのモーターでカメラのピントを素早く合わせる自動システムを開発した。また、毎秒270フレームで撮影できる広角レンズのカメラを使用したことで、通常の10倍のスピードで再生する映像を作成できた。これら革新的技術にも関わらず、リックマンが1.5秒で落下する間、完全にピントを合わせ続けることに苦労し、使用可能な映像がなくなるとシーンはリックマンから切り替えられた。グルーバーの落下シーンを完成させるため、ベイツはフォックスプラザにおいて318フィート（97メートル）の高さからハーネスで急降下させられた（地面に近づくにつれて落下速度は低下する措置が取られている）。フォックス・プラザの住民の中には建物周りの瓦礫や破壊に不満を持ち、プラザの外観撮影の際には、オフィスの照明を消すことを拒んだ者もいた。
フォックス・プラザの階段をSWATの装甲車が上る許可を得るためには何か月もの交渉が必要だった。撮影中に倒された手すりが交換されることはなかった。テロリストがロケット砲で装甲車を破壊するシーンでは、ガイドワイヤーに沿って移動する小さな爆発物を使って撮影を行った。マクレーンが彼らの襲撃を止めるため、C4爆薬をエレベーターシャフトに突き落として爆破させるシーンの撮影では、効果チームが知らず知らずのうちにビルの1階フロアの窓すべてを吹き飛ばしてしまった。爆発時の建物内の閃光は、数百個のカメラ用フラッシュバルブを使用した。付近で在庫しているフラッシュバルブを片っ端から買い集めたため、撮影後しばらくはロサンゼルスの一部の地域でフラッシュバルブの品切れが続いた。
ヘリコプターの最終シーンは6ヶ月間の準備期間を経て、わずか2時間しか撮影時間を確保できなかった。フォックス・プラザ上空での撮影は3回試され、9人のカメラクルーが24台の異なるカメラで撮影した。デ・ボンは様々なアングルで撮影することによって現場の臨場感を高めたと述べている。爆発シーンにはプロパンガスを詰めた迫撃砲のようなものが用いられた。設置には10分ほどかかり、6秒間炎を上げることができた。ナカトミビル屋上の爆発シーンは、本作で唯一のミニチュア撮影で行われた。フリッツ役のハンス・バーリンガーは演技経験が浅く撮影が遅れていたため、彼の射殺シーンではスクイブを装備させたネイティブ・アメリカンのスタントマンに金髪のカツラを被せ、1テイクで殺すことに成功した。

### デザイン
オフィスの標準的な蛍光灯の照明によって、ビル内のロケーションがどこも同じように見えてしまうことを防ぐため、デボンは高い位置に小さなフィルムライトを直接は映像に映らないよう設置した。この照明をコントロールすることによってよりダイナミックでドラマチックな照明を実現した。これにより通常とは異なる光の位置関係を利用することが可能となった。また、あるシーンでは蛍光管を床に置いてローアングルの撮影をすることで、そうした照明が無いように見せる演出の工夫をしていた。撮影台本が変化していくために、何に使われるかわからない状態でセットが設計されたこともあった。
人質が拘束されているナカトミビルの30階は本作では数少ないセットであった。ここにはフランク・ロイド・ライトが設計した住宅「落水荘」が再現されていた。デ・ゴビアの推測では、日本企業がアメリカの企業資産を買収するという時代の流れを反映したものだという。ナカトミのロゴの初期デザインは鉤十字を連想させるものであったが、その後、武士の兜に近いものに作り直された。ビルの30階から見た街の背景には長さ380フィート（120m）のマットペイントが施されていた。アニメーションライトやその他の照明技術によって動く交通や昼夜両方の再現などが行われていた。 

### 劇中で使用された兵器
- ベレッタM92F - マクレーンが使用
- H&K P7M13 - ハンスがニッケル・メッキ又はステンレス・スチールのモデルを使用
- ステアーAUG - カールが使用
- H&K MP5A3 - カール、アレクサンダー以外のテロリストが使用
- サコーM60 - アレクサンダーがM60E3を、FBIがM60を使用
- レミントンM700 - ビッグ・ジョンソンが使用
- M20装甲車 - 第二次世界大戦中に造られた装輪装甲車だが、塗装をダークシーグレーに塗り直してロサンゼルス市警の装甲車役で登場した。

## 公開

### 当時の状況

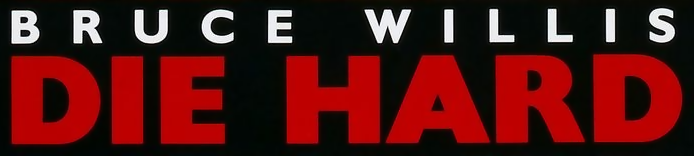
本作のオリジナル版のロゴ

1988年夏の映画興行は、幅広いジャンルの作品が公開されていたものの、映画業界の幹部たちはアクションとコメディが中心になると予想していた。また平均的な観客の年齢層が上がっていることを踏まえて、ティーンエージャーよりも、年長の観客をターゲットにした映画が増えていった。成功した作品の続編である『クロコダイル・ダンディー2』と『ランボー3/怒りのアフガン』は、5月の興行成績を支配し、公開初週末の収益記録を更新すると予想されていた。また、業界幹部はコメディ映画の『星の王子 ニューヨークへ行く』と『ロジャー・ラビット』に大きな期待を寄せていた。
『ダイ・ハード』への期待は、シュワルツェネッガー主演の『レッドブル』やクリント・イーストウッド監督・主演の『ダーティハリー5』といったアクション映画の競合作より低かった。ニューヨーク・タイムズ紙は『ダイ・ハード』と、コメディ映画の『ピーウィー・ハーマンの空飛ぶサーカス』、『さよならゲーム』の成否が業界から厳しくチェックされるだろうと指摘した。これは、ウィリスのギャラと、彼の最新主演作で、この年の初めに公開された西部劇『キャデラック・カウボーイ』の失敗によって、彼の主役としての能力が疑問視されたためであった。
ローレンス・ゴードンはスタローンやイーストウッドのようなメジャーなアクションスターを起用しなかったことで、本作に対する観客の関心が低かったことは認めた。これらスターに多額のギャラが支払われるのは、彼らのファンたちが公開初週に劇場を訪れ、またその良い口コミによって興行を支えることに期待するからであったが、ウィリスにはそういった固定客はいなかった。

### マーケティング
ウィリスは本作の初期マーケティング・キャンペーンにも重要な役割を果たしていたが、映画の公開日が近づくにつれ、いくつかの変更が加えられていった。ウィリスは自分の名声にこだわる「傲慢な」俳優という世評を得ていた。この態度を改めず、また私生活をメディアに明かすことを拒否したことも、こうした評判を強めた。ウィリスはメディアにおいては自分の演技に注目して欲しいと主張していた。映画館で『ダイ・ハード』の予告編が流れ、ウィリスが登場すると観客から不満の声があがり、とある映画館チェーンの担当者はこの予告編を流すのを中止したという報道もあった。いくつかの映画スタジオによる調査では、観客は全体的にウィリスに否定的な考えを抱いており、『ダイ・ハード』でウィリスを観ることにほとんど興味を持っていないことは明らかだった。ニューズウィークのデビッド・アンセンは、「映画を作って500万ドルを手にした最も不人気な俳優」とウィリスを評した。
20世紀フォックスはウィリスを押し出すことに自信を無くし、映画ポスターはナカトミ・ビルに焦点を当てたものに変更され、ウィリスの名前は小さくクレジットされるに留まった。また、7月中旬に掲載された最初の新聞紙上での全面広告でもウィリスの写真は掲載されなかった。20世紀フォックスの幹部トム・シェラックは、ウィリスを表から隠したことを否定し、建物が俳優と同じくらい重要なキャラクターであることに気づいてマーケティング戦略が変わっただけだと説明した。予想に反して、本作の試写会は観客に好評で、公開翌週には広告にウィリスが大きく扱われるようになった。インタビュー嫌いであったウィリスであったが、映画のプロモーションのために昼間の番組にもいくつか出演した。ウィリスは『ダイ・ハード』のプロモーションに力を入れた理由について、「この映画にはとても興奮している。僕にとって、なぜ俳優になりたかったかを表しているからだ」と語っている。

### 興行収入
本作のプレミア上映は1988年7月12日にカリフォルニア州ロサンゼルスのアヴコ劇場で行われた。北米では1988年7月15日に21館で限定公開され、601,851ドル（1館平均28,659ドル）を稼いだ。この1館辺りの平均興行収入は高く、成功した封切りとされている。ロサンゼルス・タイムズは、近年の広告の力点の変化とアクション映画の人気低迷は、『ダイ・ハード』に不利に働いたはずと指摘しつつ、その代わり、好意的な評価と限定公開がこの作品を「必見」の映画にしたと述べている。
公開翌週の7月22日に1,276館で公開され、710万ドル（1館平均5,569ドル）の興行収入を記録した。これは公開4週目の『星の王子 ニューヨークへ行く』（880万ドル）、5週目の『ロジャー・ラビット』（890万ドル）に次ぐ、3位の記録であった。
3週目は封切りされた『カクテル』（1,170万ドル）の登場によって4位に転落した。しかし、4週目の週末には570万ドルを記録し、3位に返り咲いた。興行収入1位を記録することはなかったが、10週連続で興行収入上位5作品にランクインし続けた。最終的には約8,130万ドルから8,300万ドルの興行収入を達成した。これは『レインマン』（1億7280万ドル）、『ロジャー・ラビット』（1億5410万ドル）、『星の王子 ニューヨークへ行く』（1億2810万ドル）、『ビッグ』（1億1490万ドル）、『ツインズ』（1億1190万ドル）、『クロコダイル・ダンディー2』（1億930万ドル）に次ぐ、1988年公開映画の第7位の興行収入となった。
北米以外の地域では本作は5770万ドルを稼いだと推定され、累計興行収入は約1億3910万ドルから1億4070万ドルの間とみられている。この記録は1988年の全世界での興行収入としては、『レインマン』（3億5400万ドル）、『ロジャー・ラビット』（3億2900万ドル）、『星の王子 ニューヨークへ行く』（2億8800万ドル）、『クロコダイル・ダンディー2』（2億3900万ドル）、『ツインズ』（2億1600万ドル）、『ランボー3/怒りのアフガン』（1億8900万ドル）、『ワンダとダイヤと優しい奴ら』（1億7700万ドル）、『カクテル』（1億7100万ドル）、『ビッグ』（1億5100万ドル）に次ぐ10位であった。
北米における映画界全体の1988年夏の興行収入は17億ドルに達し、これは前年の記録を1億ドル更新するものであり、また、北米で1億ドル以上の興行収入を得た作品が3本しかなかった1984年以降、最も成功した夏の興行となった。事前の予想を裏切って『ダイ・ハード』は大成功を収めたと考えられている。コメディ映画が主流であったこの年、アクション映画の本命は『ランボー3』や『レッドブル』であったが、期待されたほどの興行成績を上げられなかったのに対し、『ダイ・ハード』の成功は異例であった。シーラ・ベンソンは、これは観客の世代交代と嗜好の変化を示していると考え、特に25歳から37歳の男性層はアルコール中毒や性差別、浅はかなマチズモに反発していたと指摘している。本作は『ビッグ』や『ヤングガン』（1988年）などの作品とともに、過去数年間ほとんど成功のなかった20世紀フォックスを活性化させたと言われている。また、アクションというジャンルが「死んでいない」ことも示した。

## 評価

### 批評家
本作の公開当初の批評は賛否両論であった。一方で観客の反応はかなり好意的で、シネマスコアによる調査では観客の平均評価はA+からFの間で最高の「A+」であった。
マクティアナン監督の演出は高く評価された。
シカゴ・トリビューン紙のデイブ・ケアは、マクティアナンの「論理的な」演出が映画にスケール感を生み出し、内容以上の重要性を感じさせたと書いている。テロリストがビルを占拠するシーンは、ケビン・トーマスが「教科書的な模範」と評し、マクティアナンの能力とデ・ボンの撮影技術の両方を強く印象づけるものであった。デ・ゴビアのセットデザインについては、キーアが「独創的」と称賛している。イーバートは、スタントと特殊効果を称賛した。
評論家の間ではウィリスの演技に賛否両論があった。多くの批評家は『ダイ・ハード』はウィリスがブレイクした起点となったものであり、テレビスターから映画スターへの転身に失敗していたウィリスを復活させ、彼の主役としての地位とコメディーの幅を示したと捉えている。キャシー・ハフハインズとジェームス・ミルズは、ウィリスの演技を『こちらブルームーン探偵社』のデビッド・アディソン役を進化させ、性差別を減らして男性らしさを強調したものと見なした。ハフハインズは、ウィリスが自分の労働者階級の背景に近づけたことで、演技が向上したと書いている。テリー・ローソンやポール・ウィリスティンなどの批評家は、予想に反してウィリスがうまく配役されていたと評する。ウィリスは現代のヒーローに必要な弱さとユーモアのセンスを持ち合わせ、過度にマッチョやあるいはコメディチックであったりすることもなく、自責の念や恐怖、優柔不安さを表し、他のアクションスターではできないような独白も披露していた。マーク・アンドリューは、ヒーローのこの弱さが、観客にキャラクターの運命を気にさせ、緊張感を生み出すのに不可欠な要素だと指摘した。一方でウィリスの最大の才能であるコメディアンとしての能力が十分に発揮されていないと指摘した批評家もいた。

ワシントン・ポスト紙に寄稿したハル・ヒンソンは、ウィリスの「人を惹きつけることや肉体的な勇敢さ（grace and physical bravado）」は、スタローンやシュワルツェネッガーのような人物と肩を並べることを可能にしたと称賛している。逆にヴィンセント・キャンビーは「タフさ」に欠けていると評した。その他、レビューでは、ウィリスのドラマチックな演技は印象に残らないか、限定的という意見が一般的であった。ジェイ・ボイヤーはウィリスの能力はマクレーンにぴったりだと評したが、キーアはテレビレベルのスターに過ぎないと批判した。リチャード・シッケルは、ウィリスの演技を「不機嫌で自己中心的（whiny and self-involved）」であり、映画の結末までにアンダーシャツを脱ぐことが彼の演技の範囲の全てであると述べている。ただ、特殊効果に対して演技することの難しさについては認めている。
リックマンの演技は絶賛された。キャリン・ジェームズは、「完璧な蛇」を演じたリックマンがこの映画の最大の特徴と評し、ヒンソンは『リチャード三世』（1955年）のローレンス・オリヴィエによる「卑屈な」悪意に満ちた演技に擬えた。
カーはグルーバーを俳優クロード・レインズの愚かさと俳優ジョージ・マクレディの「微笑む痴呆」を併せ持つ古典的な悪役と評した。キャンビーは、リックマンのみが信頼できる演技をしていたと評し、ロジャー・イーバートはリックマンの一点で評価したと述べた（さもなければ批判的にみた）。また、批評家たちはベデリアの演技を高く評価する一方で、マクレーンとパウエルの関係が優先されて、彼女の扱いが減ったことに嘆いた。シッケルは、マクレーンが妻を助ける前にパウエルに自分の罪を告白するシーンを挙げて、夫婦の再会の意味を奪ってしまったと指摘した。イーバートもシッケルもマクレーンとパウエルのキャラクターしか描かれていないと感じた。マイク・シドーニは本作の成功についてウィリス、リックマン、ヴェルジョンソンの間に築かれた遠隔的な人間関係にあったと評している。
ハフハインズとミルズは、この演技が映画を支えていると評価している。イーバートはグリーソンが演じた警部を猛批判し、このキャラクターが映画の時間を無駄にし、プロットを弱める「故意に役に立たない、間抜けな」妨害の例として挙げた。トーマスは、マイノリティの俳優を何人か起用したことを評価した。
アクションと暴力描写は多くの批評家から批判を受けた。ケビン・トーマスは、この映画にはプロットに欠陥（plot hole）があり、説得力に欠けていると指摘した。ただ、これはできる限り多くの観客を満足させるための工夫の結果だと考え、暴力と虐殺を「麻痺させる」ために知的なスリラーになりうる部分を浪費してしまったと結論付けた。キャンビーも同様の見解であり、この映画は爆発や大きな音が絶え間なく続くことを必要とする観客にしかアピールできないだろうとした。キャンビーは、彼が言うところの「kidults（子どもじみた大人）」にアピールするために作られた「今の時代にほぼ完璧な映画」と評した。こうした観点でよく挙げられるのが、パウエルがカールを撃ってマクレーンを助けるという場面である。シッケルは、パウエルが自らの過ちを暴力で贖うことで、マクレーンとパウエルの間に形成された人間性を損なってしまったシニカルなシーンだと見なした。また、ヒンソンは、観客がその行為を支持するように仕向ける露骨な場面と捉えた。ニューヨーク・タイムズ紙に寄稿したジェームズが、この映画がアクションの定石に頼りながらも楽しい現実逃避を提供したと述べたのに対し、ヒンソンは容赦のないスリルにも関わらず、この映画は楽しくなかったと反論した。
本作は災害映画『タワーリング・インフェルノ』や『ポセイドン・アドベンチャー』（1972年）、あるいは『エイリアン』（1979年）、『エイリアン2』（1986年）、『ロボコップ』（1987年）などの映画と連想されると指摘されている。カーは『ダイ・ハード』は『エイリアン』や『ロボコップ』を真似て、ユーモラスでセンチメンタルなデザインを展開し、アクションというジャンルを完成させたが、その分、独自の個性が欠けていたと評している。ポキプシー・ジャーナル紙に寄稿したシドーニは、『ダイ・ハード』は、『プレデター』や『地獄のヒーロー』（1984年）、『ランボー』といった過去のアクション超大作を「タッパーウェアパーティー（tupperware parties）」のように見せているように感じたと評している。
本作は『最後の誘惑』、『さよならゲーム』、『ワンダとダイヤと優しい奴ら』と並んで、1988年にバチカンが「道徳的に好ましくない」とレッテルを張った作品の一つであった。ロバート・デイヴィはシュワルツェネッガーと一緒に本作を見た。シュワルツェネッガーは好意的であったが、デイヴィはキャラクターの在り方が気にいらなかったようで「お前はヒーローだった！　そして今は馬鹿野郎になった！」と言い放った。

### 栄誉

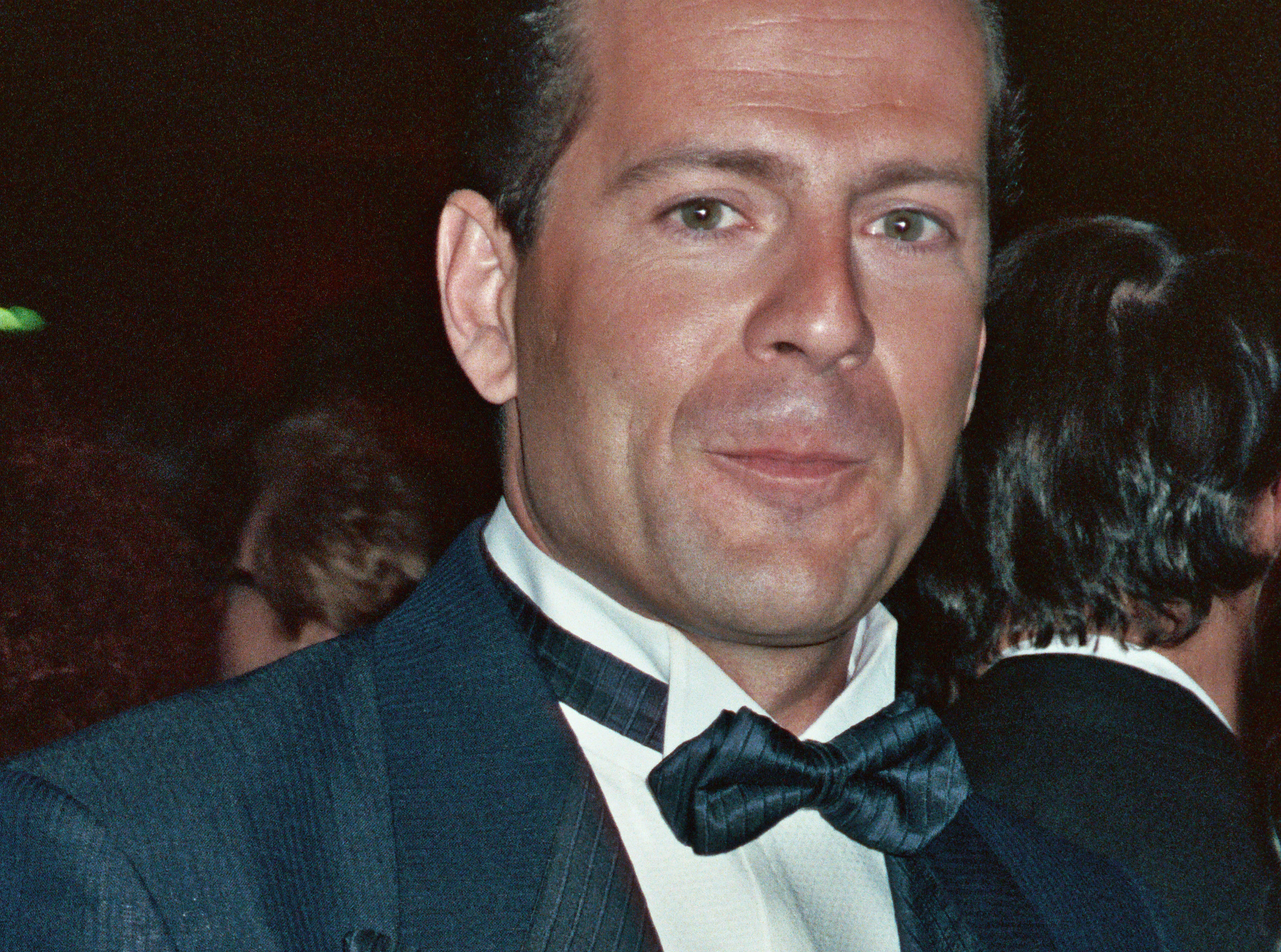
ブルース・ウィリス（1989年、第61回アカデミー賞にて）

第61回アカデミー賞において本作は、編集賞（フランク・J・ユリオステ、ジョン・リンク）、録音賞（ドン・バスマン、ケヴィン・F・クレアリー、リチャード・オーヴァートン、アル・オーヴァートン）、音響編集賞（スティーヴン・ハンター・フリック、リチャード・ショア）、視覚効果賞（リチャード・エドランド、アル・ディサロ、 ブレント・ボーツ、Thaine Morris）にノミネートされた。音楽を担当したマイケル・カーメンは、BMI TV/映画音楽賞を受賞した。

## 公開後

### ホームメディア
『ダイ・ハード』は1989年1月にVHSで販売された。レンタルで人気を博し、2月初旬のチャートに3位で登場すると、翌週には1位となった。3月末に『ワンダとダイヤと優しい奴ら』に1位を奪われるまで、レンタル開始後7週間のうち、6週間1位の座にあった。1997年までにレンタルで3600万ドルを稼いだと推定されている。
1999年末には続編の『ダイ・ハード2』（1990年）、『ダイ・ハード3』（1995年）と共にセットでDVD化された。2001年にはマクティアナン、デ・ゴビア、エドランドによるコメンタリー、劇場公開時削除シーン、予告編、舞台裏映像なども収録された特別版DVDが発売された。
2007年にはBlu-ray版もリリースされた。2015年には『ダイ・ハード：ナカトミ・プラザ・コレクション（Die Hard: The Nakatomi Plaza Collection）』として、『ダイ・ハード』全5作品のBlu-ray版をナカトミ・プラザの形をした箱に収めたものが発売された。2018年の30周年にはリマスターされた4K解像度のUltra HD Blu-rayが発売された。このセットには、通常のBlu-ray版とデジタルダウンロードも含まれていた。限定版のスチールブックケース版も発売された。

### テレビゲーム
1989年にコモドール64とWindows向けに三人称シューティングゲーム『ダイ・ハード』がリリースされた。また、PCエンジンとファミリーコンピュータでも、それぞれ異なる仕様のトップダウン型のシューティングゲームがリリースされた。PCエンジン版では、マクレーンがジャングルでテロリストと戦うところから始まり、ファミコン版では割れたガラスを何度も踏むと動きが遅くなる「フットメーター」のシステムがあった。
1996年にはPlayStation用ゲームとして、シリーズの初期3作品を基にした『Die Hard Trilogy』がリリースされた。また、1997年には日本のアーケードゲーム『ダイナマイト刑事』が、欧米用に『Die Hard Arcade』としてリニューアルされリリースされた。プレーヤーはマクレーンと、サブ主人公のクリス・トンプセンのどちらかを選択し、ホワイト・ファング率いるテロリスト集団に乗っ取られたナカトミプラザから大統領の娘を救出する。2002年には2つの一人称シューティングゲームがリリースされた。1つは『ダイ・ハード』のシナリオを再現した『Die Hard: Nakatomi Plaza』、もう1つはマクレーンが、後日譚としてグルーバーの息子ピートと戦う『Die Hard: Vendetta』である。

### その他のメディア展開
映画グッズには、衣類、Funko Pops、塗り絵やゲームブック、食器、クリスマス・ジャンパーや飾り、映画を再現したイラスト入りのクリスマス・ブックなどがある。
2018年の映画公開30周年では、これを記念して舞台裏写真やメイキングエピソードを載せた『Die Hard: The Ultimate Visual History』がリリースされた。2019年にはUSAopoly社より、映画をベースにしたボードゲーム『Die Hard: The Nakatomi Heist』が発売された。このゲームでは最大4人のプレイヤーがマクレーン、グルーバー、テロリストに扮し、それぞれが対立するタスクの完了を目指して戦う。
日本ではパチンコにおいて、2009年に藤商事から本作を題材とした『CRダイ・ハード』がリリースされた。野沢那智がマクレーンの声を、各演出の読み上げを玄田哲章が務めている。

## テーマごとの分析

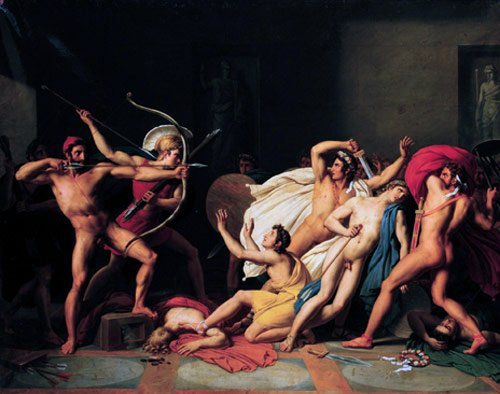
ギリシャ神話の英雄オデュッセウスが妻への求婚者たちを皆殺しにしているシーン（ジョセフ＝フェルディナン・ランクルノン作、1812年）。アレクサンダー・ブーンはテロリストたちから妻を救い出そうとするマクレーンを、オデュッセウスの物語に擬えた。

本作はリチャード・ブロディやクリス・ヒューイットなどの批評家によって、暴力によって贖罪を得る物語と評されている。マクレーンは夫婦関係を守るためロサンゼルスにやってくるが、ホリーが去ってしまったことと同じ過ちを犯してしまう。ブロディとヒューイットは、マクレーンが暴力によってテロリスト達を倒した後に、初めて2人は和解できたように見えると示唆している。同様にパウエルは、かつて拳銃で子供を撃ってしまったことに深い悩みを抱えているが、マクレーンを守るために、再び銃を抜いてカールを撃つことで贖罪を見つける。FBI捜査官、カール、エリス、あるいはグルーバーを撃った後に油断してホリーを失いそうになるマクレーンなど、本作では怒りやエゴに駆られた男性キャラクターたちは苦しむ。イーバートはより冷静なキャラクター（多くの場合、アフリカ系アメリカ人）の方がうまくいっていると述べている。マクレーンは自分がカトリック（贖罪のために懺悔を必要とする宗派）であることを自覚している。ブロディは、マクレーンはガラスの破片で足の裏を切り、血まみれの「聖痕」を作るなど、肉体的な罰に耐えていると指摘する。これら犠牲を払うことによって彼は家族を救う。この意味でマクレーンは、現代の労働者階級に属するキリストのような人物と見なすことができる。
アレクサンダー・ブーンは、マクレーンが暴力的に妻を取り戻したことを、ギリシャ神話においてオデュッセウスが妻の求婚者たちを皆殺しにした逸話と比較している。マクレーンはネガティブな男性像でありながら、その男性性によって報われている。ジェフリー・ブラウンは、マクレーンのアンダーシャツが彼の男性的な肉体を強調していると考えた。この服装は、ランボーのような他のアクションキャラクター以外にも、レイチェル・マクリッシュ（『エイセス/大空の誓い』）やリンダ・ハミルトン（『ターミネーター2』）のような男性的な特徴を持つ女性キャラクターの場合も同じである。パウエルとアーガイルは、マクレーンと肉体的には対等な存在ではないが、人間関係が優先し、行動を起こすことを求められた時に成功を果たす。マクレーンは目を見張る身体能力を持っているが、不器用で即興に頼り、仲間との関係性があってこそ成功している。マクレーンの成功に特に大きく貢献しているのは彼とパウエルの関係である。2人は恋愛感情とは無関係な親密な関係を築き上げたことで、それによってマクレーンはホリーにはできなかった夫としての失敗を彼に告白でき、人間的に成長することができた。対照的にグルーバーが失敗するのは、彼が孤立し、利己的で、自分の生存のために仲間を犠牲にするからである。
ピーター・パルシャルは、マクレーンとグルーバーは対照的な存在を示しているとみている。ブロディは、ロイ・ロジャース、ジョン・ウェイン、ゲイリー・クーパーのような西部のカウボーイ・スターを参照するような、ステレオタイプな古きアメリカ人のマクレーンと、アメリカを「破産した」文化と形容する伝統的な教育を受けたヨーロッパ人の悪役であるグルーバーを対比させている。エリザベス・アベレは、『スーパーマン』（1978年）や『レイダース/失われたアーク《聖櫃》』（1981年）といった映画における過去10年間のスーパーヒーローたちと比較すると、マクレーンは身体能力の高さはありつつも、現実に存在するような男性として描かれており、それによって、独立した本質的な強さを持つ「本物の男」を伝えることができていると書いている。ジャスティン・チャンとマーク・オルセンによれば、これはアメリカン・ドリーム、自立、イニシアチブ、テクノロジーの進歩といった価値を推進するレーガン主義（Reaganism、ロナルド・レーガン大統領に由来する政治的立場）に対する反応と見なすことができると指摘している。
ウィリスは、マクレーンというキャラクターはそれが可能ならテロリストへの対処を他の誰かに任せたいと考えているが、結局、消極的にヒーローとしての役割を果たさざるを得ない状況に追い込まれていると述べている。登場人物らが紹介されるとき、マクレーンは結婚指輪をしている。スコット・トビアスはこれが彼の夫婦関係のコミットメントの象徴であると指摘している。ホリーはその反対に旧姓を名乗り、結婚指輪を外している。その代わりに雇用主からロレックスの時計を贈られており、これは彼女の仕事への注力と、結婚の破綻のコミットメントの象徴を示す役割を果たしている。映画の最後において、マクレーンが腕時計を外してホリーをグルーバーから救う時に、2人の別れの象徴（トーテム）は壊れ、和解したように見える。
パーシャルは『ダイ・ハード』における女性キャラクターの否定的な描写について述べている。彼女たちはピンナップポスターで性的に登場したり、妊娠中の飲酒を示唆したり、クリスマスイブに仕事を優先して家族と離れ離れにいる。ホリーは上司の死後、責任のある立場に就くが、それは同僚を気遣うという伝統的な女性の役割を果たすために、グルーバーから与えられたものである。高木の存在はホリーの人生においてマクレーンという別の支配的な男に取って変わられる。ダーリン・ペインは、『ダイ・ハード』は女性の社会進出が進み、ブルーカラーの仕事が外国人に奪われていく中で、主に家計を支える男性の現代的な衰退を反映していると指摘している。こうした事態に対して、アメリカ人のカウボーイが捕らえられた妻を外国人が所有する塔から救い出し、窮地を脱する物語である。
本作には、反政府、反官僚、反企業の要素がある。テロリスト達は、警察にはルールがあり、自分たちはそのルールを悪用しようとしているために、マクレーンが自分たちに危害を与えることはできないと主張する。一方で彼は「警部はそう言っている」と答え、自分が官僚的に承認された手順の外で動いていることを示唆する。ブロディは警察はしばしばテロリストたちよりも大きな障害となっていると指摘している。警察は自分たちが自体をコントロールできていると考えているが、実際にはすべてテロリストたちに行動を読まれていることに気づかない。現場責任者（市警本部次長）は無能に描かれ、FBIはテロリストさえ殺せれば人質の無事には無関心であるように描写される。マクレーンは大都会のエリートに扮したテロリストと戦うありふれた人である。劇中でエリスが述べる通り、社員たちとテロリストの違いは、片方はペンを用い、グルーバーは銃を使うという点だけである。警察、FBI、そして横暴なジャーナリストが、それぞれマクレーンの邪魔をして罰せられる。パーシャルはクリスマスという設定が、社会の伝統的な価値観への攻撃と捉えられると指摘している。企業はクリスマスイブにパーティを開くことで社員たちを家族から遠ざけ、また敵役はクリスマスの象徴（iconography）を皮肉っている。それらを打ち負かすことによってマクレーンは伝統と社会を守ることを示している。
ナカトミ・プラザは、ドイツ人を中心としたテロリストグループとは別に、日本の企業が所有し、人質はアメリカ人だった。ブロディは、これは日本のテクノロジー企業がアメリカのテクノロジー産業を支配する恐れがあった時代に外国勢力に対するアメリカ人の不安を反映したものだと指摘している。マクレーンの勝利は、アメリカが創意工夫で勝利することを示唆している。アメリカの古い敵であるドイツと日本は金銭的利益を追求するために誠実さを捨てたように描かれている。デイブ・ケアは、この映画がフェミニストやヤッピー、メディア、当局、外国人に対する1980年代の「ブルーカラーの怒り」を体現していると指摘している。ブロディは重要な役柄で登場するヴェルジョンソン、ギリアード、ホワイトを踏まえて、アフリカ系アメリカ人のキャラクターを描いている点でも本作は進歩的だと言えると指摘している。
The A.V. Clubは、1980年代の他の多くの映画とは異なり、『ダイ・ハード』はベトナム戦争の寓意ではないと指摘している。劇中ではヘリコプターによる襲撃でベトナム戦争を思い出すと発言し、相棒から自分は当時まだミドルスクールの学生だったと返されるFBI捜査官を揶揄するシーンがある。それでもエンパイア誌は、装備のない地元民が、高度な装備を持った外国の侵略者たちに立ち向かうことを描くことで、今回はアメリカが勝つのだと、この映画がベトナム戦争を参照しているとみなしている。ドリュー・エアーズは、ナカトミ・プラザの複雑なレイアウトを、ベトナムの遮蔽物の多いジャングルに擬えて表現した。

## 影響

### 映画産業への影響

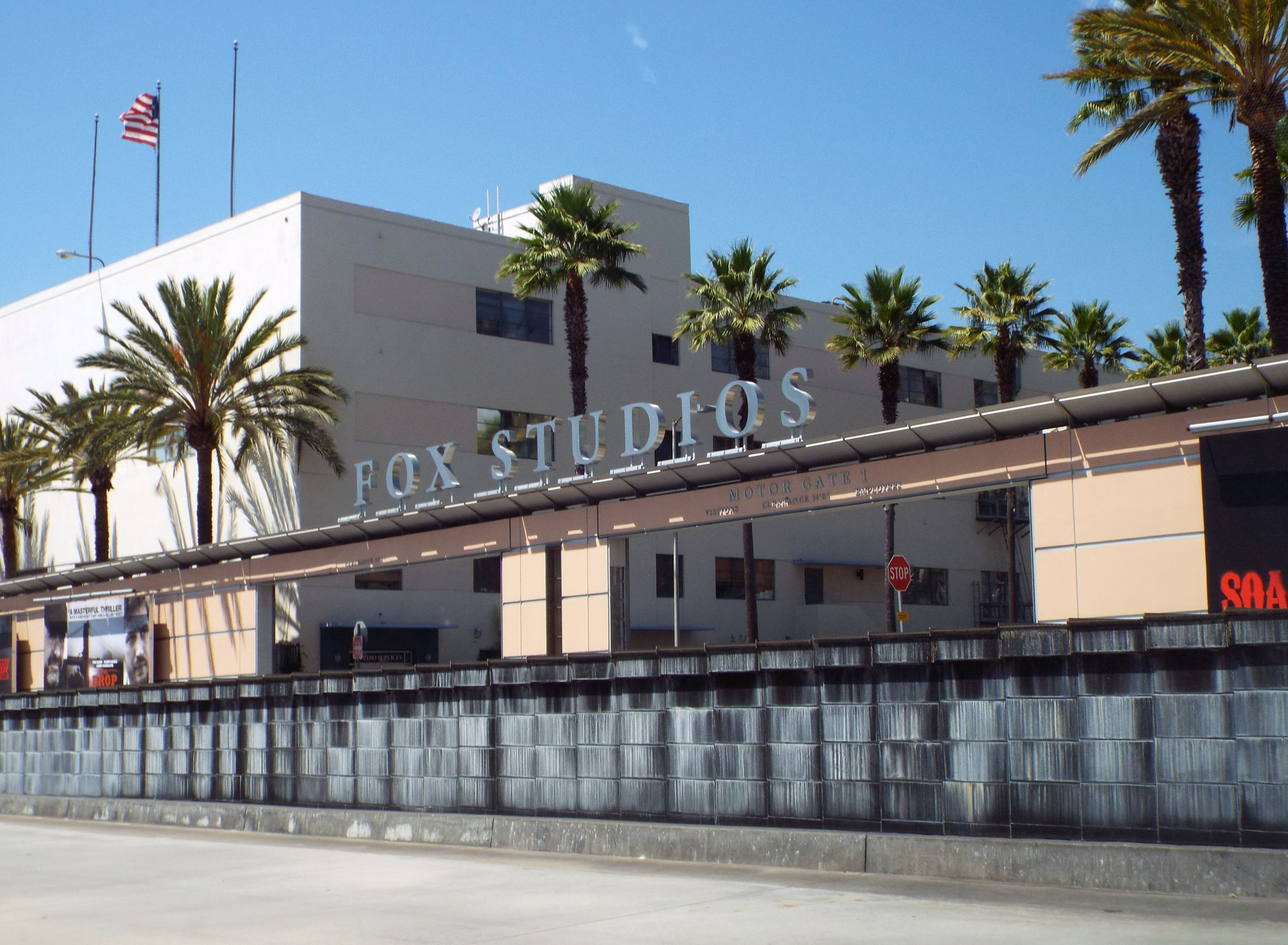
2013年、映画公開25周年を記念して、センチュリー・シティにあるフォックス・スタジオ・ロットの入り口にはマクレーンが通気口から這い出ている巨大な壁画が設置されていた。

『ダイ・ハード』以前のアクション映画は、アーノルド・シュワルツェネッガーやシルベスター・スタローンに代表される筋肉隆々の男たちを主役とし、非現実的な設定の中で、無敵かつ完璧で印象的な軽口を叩くヒーローとして描かれることが一般的であった。一方で、本作においてブルース・ウィリスが演じたジョン・マクレーンはアクションというジャンルを再定義し、それまでのフォーマットに反する平均的な体格の普通の人間として表現されている。彼は仕事でもプライベートでも失敗しており、公然とすすり泣き、死への恐怖を隠さず、治らないダメージを抱え、脆弱で親しみのあるヒーローという役割を与えられている。重要なのは彼の気の利いた軽口（one-liners）は、敵に対して優位に立つことを示すものではなく、自分が置かれた極限状態に対する神経質な反応から出たものという点であり、その状況で苦しみに耐え、自身のイニシアチブを発揮することによってのみ危機を克服できることを意味している。
同様にアラン・リックマンが演じたグルーバーもまた、それまでの無個性あるいはエキセントリックな狂人であったアクション作品の悪役を再定義した。グルーバーは賢い宿敵の先駆けであり、教育を受けた知的な悪役であって、ヒーローのアンチテーゼとしての役割も果たしている。このため、グルーバーは、このジャンルにおけるもっとも印象的な悪役の一人として挙げられる。エンパイア誌ではグルーバーをダース・ベイダー以来の最高の悪役の一人と評した。リックマンはこの役を自分の人生における「大きな出来事」と表現している。1980年代的な一般的なアクション映画は本作以降も製作は続けられたが、このジャンルは次第により小規模で限定された舞台、普通の人である主人公、優れた計画を持つ魅力的な悪役に焦点が絞られるようになっていった。
本作はウィリスをテレビのスターダムから世界的な知名度を誇る俳優に引き上げ、リックマンにも名声をもたらした。
ウィリスの給料は、1980年代の新旧マネージャーが仕事を奪い合う入札合戦のピークとみられていた。ニューヨーク・タイムズ紙は、この給与を「地震」に匹敵するものと表現し、MGM/UAの会長であるアラン・ラッド・ジュニアは「ビジネスがおかしくなった……　街の他の皆と同じように、私もビックリした」と語っている。トップギャラが200万ドルから300万ドルの時代、550万ドルのギャラであったダスティン・ホフマンが『トッツィー』（1982年）以来、最も大幅なギャラ変更と見なされた。ウィリスのような新しいスターよりも確実に給料がもらえるように、大スターらの給料も大幅に引き上げられることが予想されていた。マクティアナンは、この成功をきっかけにして、自身もファンであった小説『レッド・オクトーバーを追え!』（1990年）の映画化の監督を務めることになった。その演技が評価されたベルジョンソンは、1989年から1997年にかけて放送されたシットコム『Family Matters』に出演した。
本作の人気を受けてフォックス・プラザは人気の観光スポットになっているが、建物自体を見学することはできない。
撮影に使われたフロアはロナルド・レーガンのオフィスになったが、撮影当時（すなわち工事中の時）、レーガンのスタッフが内見に来た時には割れたガラスや薬莢が散乱していたという。2013年には映画25周年を記念して、センチュリー・シティのフォックス・スタジオの敷地に、マクレーンがナカトミ・プラザの通気口を這っている様子を描いた巨大な壁画が建てられた。

### 文化的影響
2017年にアメリカ議会図書館によって、アメリカ国立フィルム登録簿に「文化的、歴史的、または美術的に重要」として保存されることが決定した。2007年7月、ブルース・ウィリスは、映画で着用したアンダーシャツをスミソニアン学術協会の国立アメリカ歴史博物館に寄贈した。血と汗で汚れたベストは、典型的な無敵のヒーローと、マクレーンの違いを象徴するものとみなされている。
1980年代の最も影響力のある映画の1作である本作は、その後のアクション映画、特に1990年代のアクション映画のフォーマットとなった。「Die Hard on/in a...（～のダイ・ハード）」という言葉は、限定的な舞台で圧倒的な敵に打ち勝たなければならない孤高の主人公を表す略語になっている。例えば、『沈黙の戦艦』（1992年）は「戦艦のダイ・ハード（Die Hard on a battleship）」、『クリフハンガー』（1993年）は「山のダイ・ハード（Die Hard on a mountain）」、『スピード』（1994年）は「バスのダイ・ハード（Die Hard on a bus）」、『エアフォース・ワン』（1997年）は「飛行機のダイ・ハード（Die Hard on a plane）」と呼ばれた。ウィリスは「超高層ビルでのダイ・ハード」の企画が提案された話を思い出し、「それはもうやったはずだろ」と返したという。アクション映画のトーンが大きく変わったのは、1996年のアクション・スリラー映画『ザ・ロック』（これも「アルカトラズ島のダイ・ハード」と呼ばれた）以降で、これはCGIエフェクトの使用が増えたことで、実際の場所の制限や実用的なスタントの限界を超えることができるようになったためであった。2018年にガーディアン誌に寄稿したスコット・トビアスは、これらの後続作品はどれも『ダイ・ハード』的なストーリーが持つ完璧な有効性を容易には取り込むことができていないと考察している。
本作は以下の映画監督たちのインスピレーションの源となっている。レクシー・アレクサンダー、ダーレン・アロノフスキー、ブラッド・バード、ジョー・カーナハン、ギャレス・エヴァンス、バリー・ジェンキンス、ジョー・リンチ、ポール・シェアー、ブライアン・テイラー、ダン・トラクテンバーグ、コリン・トレヴォロウ、ポール・W・S・アンダーソン。2020年のCOVID-19パンデミックの際には、ジェームズ・ガンが人々に勧めるアクション映画の1作として本作が選ばれていた。本作の人気はテレビ番組、映画、ビデオゲーム、音楽など、さまざまなメディアで言及され、それには子供向けメディアも含まれる。1993年に公開されたパロディ映画『ローデッド・ウェポン1』では、ウィリスがマクレーン役でカメオ出演している。
『ダイ・ハード』がクリスマス映画であるかどうかについては、多くの議論があった。賛成派はクリスマスを舞台にしているだけでクリスマス映画として十分だと主張している。一方、反対派はクリスマスを舞台にしただけのアクション映画だと主張している。5000人以上のイギリス人を対象とした2017年のYouGovの世論調査では、本作をクリスマス映画と考えている人は31%に過ぎず、それも24歳以下に偏り、反対している人は主に50歳以上であった。2018年にモーニング・コンサルト社が同様の世論調査を2200人のアメリカ市民を対象に行ったが、クリスマス映画とみなす人は25%であった。この調査では映画の人気のピーク時に若かった30～44歳の人たちが最も賛成していた。
デ・スーザとスチュアートはクリスマス映画という意見を支持しているが、ウィリスはクリスマス映画ではないと感じているようである。2018年の映画公開30周年には、20世紀フォックスが「史上最高のクリスマス・ストーリー」と述べ、伝統的なクリスマス映画のように再編集された『ダイ・ハード』の予告編を公開した。デ・スーザによると、何年も前からシルバーはこの映画がクリスマスに流されるようになるだろうと予測していたという。

### 現代の評価
『ダイ・ハード』は現在において史上最高のアクション映画の一つであると考えられている。ハリウッド・レポーターは、映画公開30周年となる2018年に、『ダイ・ハード』はアクションジャンルで最も影響力のある映画の一つであることに間違いなく、その影響では現代の作品にも見ることができる、と書いている。ガーディアン誌と英国映画協会は、本作をアメリカ映画の「典型例（quintessential）」とみなし、また、特に英国映画協会は史上最高のアクション映画10本のうちの1つにも選んでいる。Deadline Hollywoodは、本作をアクションジャンルの定番であり、「古典」のシリーズとして画期となったものと評している。また、ヴァニティ・フェア誌の記者K.Austin Collinsは、何度観ても飽きないよくできた作品だと評している。2003年に出版された映画参考書『1001 Movies You Must See Before You Die（死ぬまでに見るべき1001の映画）』においては、「（略）一人で戦うアクション映画を効果的に再定義した」と記されている。
The A.V. Clubによる回顧レビューでは、ウィリスの普通の人といった個性が成功の鍵であったと述べている。リックマンは、公開から数十年経ってもファンを獲得し続けているのは、そのウィットとスタイルにあるからだと思うと答えている。レビュー集計サイト「Rotten Tomatoes」では78件のレビューを基に94%の支持を獲得し、平均評価は8.60/10としている。同サイトの批評コンセンサスでは「多くの模倣作品（および続編）は、休日のアクション映画の決定版である本作の張り詰めたスリルには決して及ばない」としている。Metacriticでは、14人の批評家を基に100点満点中72点の加重平均スコアを獲得しており、「概ね好意的な評価」としている。ローリング・ストーン誌の2015年の読者投票では歴代アクション映画の部門で10位にランクインし、エンパイア誌の読者投票では2017年に20位に選ばれている。
アメリカン・フィルム・インスティチュート（AFI）による2001年の「スリルを感じる映画ベスト100」において本作は39位にランクインした。エンパイア誌による2008年の「史上最も偉大な映画500」では29位に選ばれている。ハリウッド・レポーターが2014年に行ったエンターテイメント業界人による投票では史上最高の映画で83位に選ばれた。映画の登場人物も評価されており、AFIによる2003年の「アメリカ映画100年のヒーローと悪役ベスト100」では、ハンス・グルーバーが悪役で46位に選ばれている。また、2006年のエンパイア誌における「最も偉大な映画キャラクター100」ではマクレーンが12位に、グルーバーが17位にランクインした。
その他にも複数の出版物で史上最高のアクション映画の一作として挙げられている。エンパイア、IGN、エンターテイメント・ウィークリーでは1位に選ばれた。以下、Time Out New Yorkでは10位、ガーディアン誌は14位、Men's Healthは18位であった。その他順位付けがないものとしてComplex、Esquire、Evening Standard がある。
本作がクリスマス映画とみなせるかには議論の余地があるが、クリスマス映画のランキングにおいても本作はトップリストにいくつか選ばれている。エンパイア誌とサンフランシスコ・ゲート誌では第1位。エンターテイメント・ウィクリーとハリウッド・レポーターでは第4位。Digital Spyは5位であり、ガーディアン誌では8位であった。

## 続編

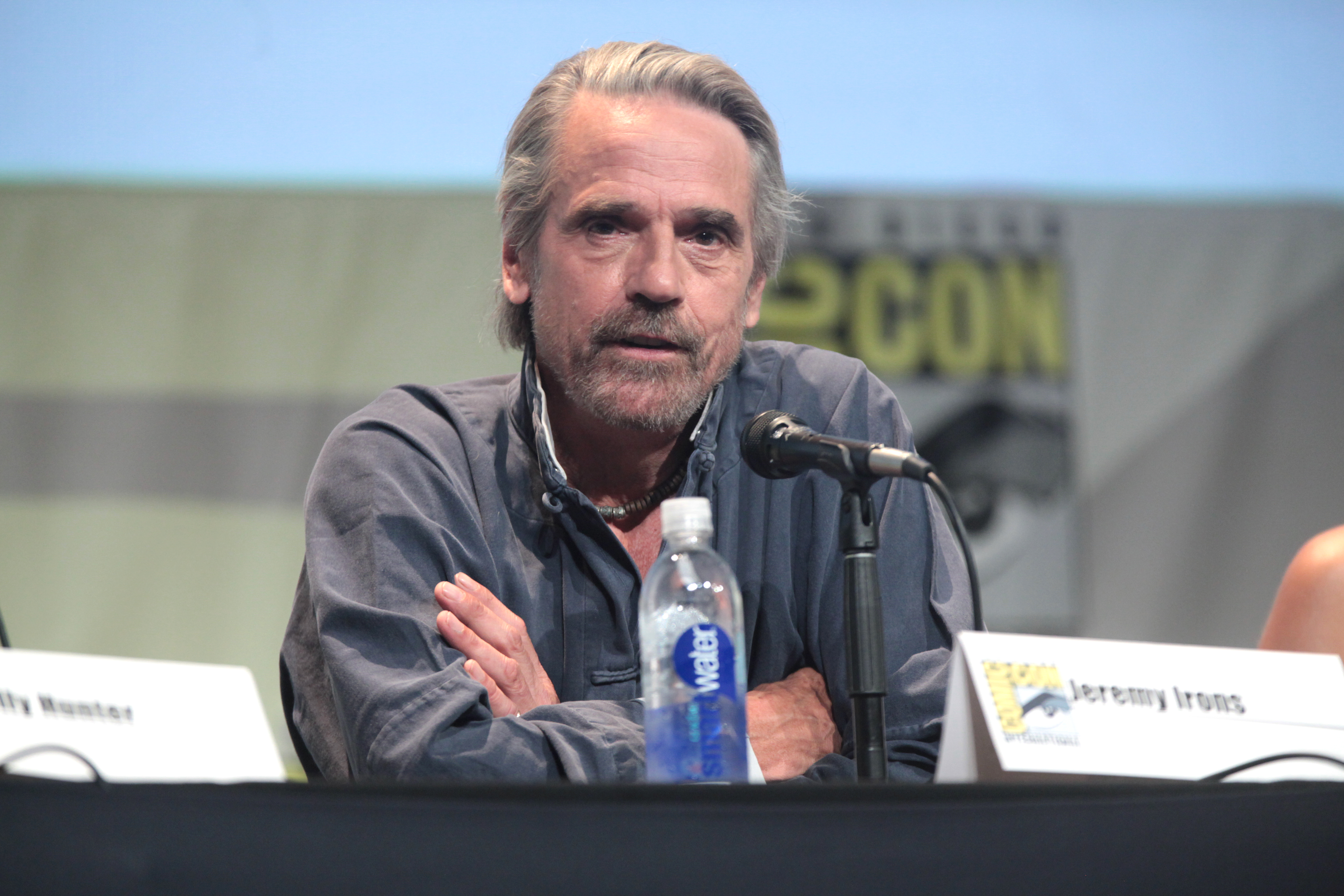
『ダイ・ハード3』でハンスの兄サイモンを演じたジェレミー・アイアンズ（2015年）。

本作の成功は1990年の『ダイ・ハード2』を皮切りに2020年までに4つの続編を生み出した
『ダイ・ハード2』は本作の人気に乗じて急遽製作されたものであり、スチュアートとマクティアナンは参加せず、監督はレニー・ハーリンが担当した。この続編はデ・スーザ、ベデリア、ベルジョンソン、アサートン、シルバー、ゴードンが参加したシリーズ最後の作品である。シルバーとゴードンは、撮影終了後にウィリスと不仲になり、次作の製作が遅れることにつながった。
3作目『ダイ・ハード3』（1995年）は、数多くの『ダイ・ハード』の模倣作品に使われていないオリジナル・シナリオを脚本化することが困難であったため、製作に時間がかかった。この3作目ではマクティアナンが監督として復帰し、続編で唯一、彼が関わった作品となった。内容はマクレーンがハンス・グルーバーの兄サイモン（ジェレミー・アイアンズ）と対決するという筋書きになっている。
2007年に『ダイ・ハード4.0』が公開された。この作品においてマクレーンはハッカー（ジャスティン・ロング）とコンビを組み、トーマス・ガブリエル（ティモシー・オリファント）が率いるサイバーテロリストと戦う。この続編ではスタジオが若い観客をターゲットにするにあたって、シリーズの特徴であった暴力や下品な表現の多くを排除したことに議論が起こった。しかしながら、経済的にも批評的にも成功を収めた。
2013年に公開されたシリーズ5作目『ダイ・ハード/ラスト・デイ』では、マクレーンは息子ジャックと組んでモスクワを冒険することになる。この作品は経済的には成功したとみなされている。しかし、批評家やファンからは侮蔑され、これら否定的な評判がシリーズを失速させた。5作目はシリーズ最低作とみなされている。ウィリスは最終作となる第6作目の製作に興味を示しており、こちらも実際に企画されたものの、後にキャンセルされたことが発表された。更に2022年、ウィリスが失語症によって俳優業を引退したため、シリーズは事実上完結となった。
第1作目となる本作は、集約されたレビューの中で、シリーズ中最も高く評価されている作品である。続編が進むにつれてシリーズは、本作が避けていた1980年代スタイルのアクション映画に近づいていき、マクレーンは無敵の殺人マシンとなって、かつてであれば死んでいたかもしれないダメージを負っても生き延びるようになった。ナショナル・パブリック・ラジオ（NPR）は、『ダイ・ハード』を「純粋に素晴らしい」映画でありながら、精彩を欠いた続編によってその名声が損なわれていると評している。ガーディアン誌によれば、アクションというジャンルの進化は、マクレーンが普通の人間から超人へと進化していくシリーズの各続編の違いを見ることで追跡できると述べている。
コミックとして前日譚と続編が製作されている。『ダイ・ハード: Year One』は1976年を舞台に、新米警官時代のマクレーンが活躍する姿が描かれる。『A Million Ways to Die Hard』は『ダイ・ハード』から30年後を舞台に、引退したマクレーンが連続殺人犯を追う姿が描かれる。

## 日本語吹替
| 役名                   | 俳優                             | 日本語吹替       | 日本語吹替                                 | 日本語吹替                 | 日本語吹替                        |
| 役名                   | 俳優                             | ソフト版         | テレビ朝日版                               | フジテレビ版               | 機内上映版                        |
| ---------------------- | -------------------------------- | ---------------- | ------------------------------------------ | -------------------------- | --------------------------------- |
| ジョン・マクレーン     | ブルース・ウィリス               | 樋浦勉           | 野沢那智 （岩崎ひろし）                    | 村野武範                   | 樋浦勉 （樋浦勉）                 |
| ハンス                 | アラン・リックマン               | 小林勝彦         | 有川博 （土師孝也）                        | 内海賢二                   | 筈見純 （山野井仁）               |
| カール                 | アレクサンダー・ゴドノフ         | 大塚明夫         | 玄田哲章                                   | 秋元羊介                   | 秋元羊介                          |
| ホリー                 | ボニー・ベデリア                 | 駒塚由衣         | 弥永和子 （宮島依里）                      | 吉田理保子                 | 横尾まり （横尾まり）             |
| パウエル               | レジナルド・ヴェルジョンソン     | 内海賢二         | 坂口芳貞 （石田圭祐）                      | 富田耕生                   | 飯塚昭三 （辻親八）               |
| ロビンソン             | ポール・グリーソン               | 嶋俊介           | 小林修 （仲野裕）                          | 屋良有作                   | 小島敏彦 （小島敏彦）             |
| アーガイル             | デヴロー・ホワイト               | 島田敏           | 江原正士 （江原正士）                      | 竹村拓                     | 山寺宏一 （山寺宏一）             |
| ソーンバーグ           | ウィリアム・アザートン           | 江原正士         | 安原義人 （安原義人）                      | 村山明                     | 西村知道 （西村知道）             |
| エリス                 | ハート・ボックナー               | 納谷六朗         | 石丸博也 （志村知幸）                      | 朝戸鉄也                   | 林一夫 （林一夫）                 |
| タカギ                 | ジェームズ・シゲタ               | 宮田光           | 阪脩 （橋本しんめい）                      | 藤本譲                     | 桑原たけし （橋本しんめい）       |
| フランコ               | ブルーノ・ドヨン                 | 田原アルノ       | 荒川太朗                                   | 中博史                     | 星野充昭 （星野充昭）             |
| トニー                 | アンドリアス・ウイスニウスキー   | 田原アルノ       | 牛山茂 （牛山茂）                          | 真地勇志                   | 星野充昭 （星野充昭）             |
| テオ                   | クラレンス・ギルヤード           | 小室正幸         | 田中亮一 （田中亮一）                      | 小野健一                   | 堀内賢雄 （堀内賢雄）             |
| アレクサンダー         | ジョーイ・プルーワ               | 稲葉実           | 田原アルノ                                 | 桜井敏治                   | 小室正幸 （小室正幸）             |
| マルコ                 | ロレンゾ・カッチャランツァ       | 広瀬正志         | 喜多川拓郎 （松田裕市）                    | 大滝進矢                   | 広瀬正志                          |
| クリストフ             | ジェラール・ボン                 | 沢木郁也         | 沢木郁也                                   | 飛田展男                   | （不明）                          |
| エディ                 | デニス・ヘイデン                 | 有本欽隆         | 池田勝                                     | 若本規夫                   | 石塚運昇                          |
| ユーリ                 | アル・レオン                     | 田原アルノ       | 広瀬正志 （関口雄吾）                      | 鈴木勝美                   | 田原アルノ                        |
| ハインリッヒ           | ゲイリー・ロバーツ               | 津田英三         | 沢木郁也 （山橋正臣）                      | 相沢正輝                   | 荒川太郎                          |
| フリッツ               | ハンス・バーリンガー             | 沢木郁也         | 曽我部和恭                                 | 飛田展男                   | 山寺宏一 （山寺宏一）             |
| ジェームズ             | ウィルヘルム・フォン・ホンブルグ | 笹岡繁蔵         | 郷里大輔                                   | 笹岡繁蔵                   | 稲葉実                            |
| ビッグ・ジョンソン     | ロバート・デヴィ                 | 広瀬正志         | 麦人                                       | 有本欽隆                   | 稲葉実 （稲葉実）                 |
| リトル・ジョンソン     | グランド・L・ブッシュ            | 星野充昭         | 谷口節                                     | 伊藤栄次                   | 荒川太郎 （星野充昭）             |
| ミッチェル             | マット・ランダース               | 有本欽隆         | 千田光男 （松田裕市）                      | 大滝進矢                   | 広瀬正志                          |
| ハーヴェイ・ジョンソン | デヴィッド・アーシン             | 宮田光           | 徳丸完 （山橋正臣）                        | 広瀬正志                   | 登場シーンカット （藤高智大）     |
| ルーシー・マクレーン   | テイラー・フライ                 | 小林優子         | 坂本真綾                                   | 中沢みどり                 | 鷹森淑乃                          |
| ポーリーナ             | ベティ・カルヴァロー             | 片岡富枝         | 竹口安芸子                                 | 荘司美代子                 | さとうあい                        |
| ジニー                 | ダスティン・テイラー             | 羽村京子         | 伊倉一恵                                   | 叶木翔子                   | 井上喜久子 （佐藤里緒）           |
| ハッセルドルフ博士     | ジョージ・クリスティ             | 稲葉実           | 登場シーンカット （石原辰己）              | 原田一夫                   | 登場シーンカット （橋本しんめい） |
| ゲイル・ウォーレンズ   | メアリー・エレン・トレイナー     | さとうあい       | 横尾まり （松浦裕美子）                    | 鈴鹿千春                   | さとうあい （さとうあい）         |
| コンビニ店員           | キップ・ウォルドー               | 稲葉実           | 広瀬正志                                   | 亀井三郎                   | 西村知道                          |
| サム                   | マーク・ゴールドスタイン         | 嶋俊介           | 小島敏彦                                   | 上田敏也                   | 登場シーンカット （不明）         |
| オペレーター主任       | ダイアナ・ジェームズ             | 羽村京子         | 佐々木優子                                 | 種田文子                   | 井上喜久子                        |
| オペレーター           | シェリー・ポゴダ                 | さとうあい       | 小林優子                                   | 塚田恵美子                 | さとうあい                        |
| メアリー               | トレイシー・ライナー             | 小林優子         | 速見圭 （佐藤里緒）                        | 中沢みどり                 | （不明）                          |
| スチュワーデス         | ステラ・ホール                   | さとうあい       | 叶木翔子                                   | 鈴鹿千春                   | （不明）                          |
| セールスマン           | ロバート・レッサー               | 江原正士         | 小島敏彦                                   | 伊藤栄次                   | 西村知道                          |
| ガードマン             | リック・チケッティ               | 沢木郁也         | 幹本雄之                                   | 中博史                     | 小島敏彦                          |
| 日本語版スタッフ       |                                  |                  |                                            |                            |                                   |
| 演出                   |                                  | 伊達康将         | 小山悟                                     | 春日正伸                   | 福永莞爾 （小山悟）               |
| 翻訳                   | 岡枝慎二（字幕）                 | 島伸三           | 平田勝茂                                   | 宇津木道子                 | 島伸三 （李静華）                 |
| 効果                   |                                  |                  | リレーション                               | 猪飼和彦                   |                                   |
| 調整                   |                                  |                  | 小野敦志                                   | 山田太平                   |                                   |
| 録音                   |                                  | 東北新社スタジオ | 東北新社スタジオ                           | ニュージャパン スタジオ    |                                   |
| プロデューサー         |                                  |                  | 圓井一夫                                   | 山形淳二                   |                                   |
| 担当                   |                                  | 向井士郎 岩渕昇  | 熊沢博之 関口未來子                        | 小川眞紀子                 |                                   |
| 解説                   |                                  |                  | 淀川長治                                   | 高島忠夫                   |                                   |
| 制作                   |                                  | 東北新社         | 東北新社                                   | ムービーテレビジョン       | 東北新社                          |
| 初回放送               |                                  |                  | 1990年10月7日 『日曜洋画劇場』 21:02-23:24 | 1992年4月4日 『G洋画劇場』 |                                   |
| 正味                   |                                  |                  | 約123分                                    | ノーカット                 | 約121分                           |

- ソフト版は1989年発売のVHSに初収録。以降、DVD・BDにも収録され、ビデオ・オン・デマンドなど各種配信にも使用。
- 2013年7月3日発売の吹替の帝王シリーズ『ダイ・ハード 日本語吹替完全版 ブルーレイ・コレクターズBOX』および2018年5月18日発売の『ダイ・ハード 製作30周年記念版[4K ULTRA HD + Blu-ray]』には、機内上映版を除く、3バージョンの吹替音声を収録。
- 機内上映版は2023年6月3日にスターチャンネルにて初放送された[204]。2023年10月13日には同チャンネルでカットされたシーンにオリジナルキャストを迎えて追加収録を行った『追録ノーカット版』が放送された[205]。なお、故人および一部声優の担当部分は別の声優が担当[205][206][207]。
- ソフト版の単品ブルーレイと日本語吹替完全版では登場人物の一部の叫び声が原音になっている。
- テレビ朝日版は日本テレビ系列『金曜ロードショー』など民放の再放送やひかりTVでの配信にも使用。2023年6月11日にスターチャンネルで地上波放送時にカットされたシーンに追加収録を行った『追録ノーカット版』が放送された[202]。なお、故人および一部声優の担当部分は別の声優が担当[202]。
- フジテレビ版ではタカギの台詞の一部が「ナカトミ」という名前の別人によるものとして扱われ、藤本でなく亀井（コンビニ店員役と兼任）によって吹き替えられた。

## 地上波放送履歴（ゴールデンのみ）
| 回数 | テレビ局   | 番組名             | 放送日         | 放送時間    | 放送分数 | 吹替版       | 平均世帯 視聴率 |
| ---- | ---------- | ------------------ | -------------- | ----------- | -------- | ------------ | --------------- |
| 初回 | テレビ朝日 | 日曜洋画劇場       | 1990年10月7日  | 21:02~23:24 | 142分    | テレビ朝日版 | 29.0%           |
| 2回  | フジテレビ | ゴールデン洋画劇場 | 1992年4月4日   | 21:03~23:39 | 156分    | フジテレビ版 | 22.6%           |
| 3回  | テレビ朝日 | 日曜洋画劇場       | 1995年6月25日  | 21:02~23:28 | 146分    | テレビ朝日版 |                 |
| 4回  | フジテレビ | ゴールデン洋画劇場 | 1996年12月28日 | 21:00~23:39 | 159分    | フジテレビ版 | 19.0%           |
| 5回  | テレビ朝日 | 日曜洋画劇場       | 1998年8月30日  | 21:02~23:23 | 141分    | テレビ朝日版 | 20.5%           |
| 6回  | テレビ朝日 | 日曜洋画劇場       | 1999年10月3日  | 21:00~23:22 | 142分    | テレビ朝日版 | 16.7%           |
| 7回  | テレビ朝日 | 日曜洋画劇場       | 2002年3月24日  | 21:00~23:21 | 141分    | テレビ朝日版 | 15.9%           |
| 8回  | 日本テレビ | 金曜ロードショー   | 2004年10月1日  | 21:03~23:24 | 141分    | テレビ朝日版 | 11.7%           |
| 9回  | テレビ朝日 | 日曜洋画劇場       | 2007年6月24日  | 21:00~23:19 | 139分    | テレビ朝日版 | 19.4%           |
| 10回 | 日本テレビ | 金曜ロードショー   | 2009年11月6日  | 21:00~23:09 | 129分    | テレビ朝日版 | 9.8%            |
| 11回 | テレビ東京 | 最強シネマ特別企画 | 2011年3月30日  | 21:00~23:18 | 138分    | テレビ朝日版 | 8.2%            |
| 12回 | テレビ朝日 | 日曜洋画劇場       | 2011年10月9日  | 21:00~23:10 | 130分    | テレビ朝日版 | 9.8%            |
| 13回 | TBS        | 水曜プレミアシネマ | 2013年2月6日   | 21:00~22:54 | 114分    | テレビ朝日版 | 9.1%            |